# Пешка Беролина
|   | a | b | c | d | e | f | g | h |   |
| - | --- | --- | --- | --- | --- | --- | --- | --- | - |
| 8 | b7 чёрный круг · c7 чёрный крест · d7 чёрный круг · c6 белая перевёрнутая пешка · d4 чёрный круг · e4 чёрная перевёрнутая пешка · h4 чёрный круг · e3 чёрный круг · f3 чёрный крест · g3 чёрный круг · f2 белая перевёрнутая пешка | b7 чёрный круг · c7 чёрный крест · d7 чёрный круг · c6 белая перевёрнутая пешка · d4 чёрный круг · e4 чёрная перевёрнутая пешка · h4 чёрный круг · e3 чёрный круг · f3 чёрный крест · g3 чёрный круг · f2 белая перевёрнутая пешка | b7 чёрный круг · c7 чёрный крест · d7 чёрный круг · c6 белая перевёрнутая пешка · d4 чёрный круг · e4 чёрная перевёрнутая пешка · h4 чёрный круг · e3 чёрный круг · f3 чёрный крест · g3 чёрный круг · f2 белая перевёрнутая пешка | b7 чёрный круг · c7 чёрный крест · d7 чёрный круг · c6 белая перевёрнутая пешка · d4 чёрный круг · e4 чёрная перевёрнутая пешка · h4 чёрный круг · e3 чёрный круг · f3 чёрный крест · g3 чёрный круг · f2 белая перевёрнутая пешка | b7 чёрный круг · c7 чёрный крест · d7 чёрный круг · c6 белая перевёрнутая пешка · d4 чёрный круг · e4 чёрная перевёрнутая пешка · h4 чёрный круг · e3 чёрный круг · f3 чёрный крест · g3 чёрный круг · f2 белая перевёрнутая пешка | b7 чёрный круг · c7 чёрный крест · d7 чёрный круг · c6 белая перевёрнутая пешка · d4 чёрный круг · e4 чёрная перевёрнутая пешка · h4 чёрный круг · e3 чёрный круг · f3 чёрный крест · g3 чёрный круг · f2 белая перевёрнутая пешка | b7 чёрный круг · c7 чёрный крест · d7 чёрный круг · c6 белая перевёрнутая пешка · d4 чёрный круг · e4 чёрная перевёрнутая пешка · h4 чёрный круг · e3 чёрный круг · f3 чёрный крест · g3 чёрный круг · f2 белая перевёрнутая пешка | b7 чёрный круг · c7 чёрный крест · d7 чёрный круг · c6 белая перевёрнутая пешка · d4 чёрный круг · e4 чёрная перевёрнутая пешка · h4 чёрный круг · e3 чёрный круг · f3 чёрный крест · g3 чёрный круг · f2 белая перевёрнутая пешка | 8 |
| 7 | b7 чёрный круг · c7 чёрный крест · d7 чёрный круг · c6 белая перевёрнутая пешка · d4 чёрный круг · e4 чёрная перевёрнутая пешка · h4 чёрный круг · e3 чёрный круг · f3 чёрный крест · g3 чёрный круг · f2 белая перевёрнутая пешка | b7 чёрный круг · c7 чёрный крест · d7 чёрный круг · c6 белая перевёрнутая пешка · d4 чёрный круг · e4 чёрная перевёрнутая пешка · h4 чёрный круг · e3 чёрный круг · f3 чёрный крест · g3 чёрный круг · f2 белая перевёрнутая пешка | b7 чёрный круг · c7 чёрный крест · d7 чёрный круг · c6 белая перевёрнутая пешка · d4 чёрный круг · e4 чёрная перевёрнутая пешка · h4 чёрный круг · e3 чёрный круг · f3 чёрный крест · g3 чёрный круг · f2 белая перевёрнутая пешка | b7 чёрный круг · c7 чёрный крест · d7 чёрный круг · c6 белая перевёрнутая пешка · d4 чёрный круг · e4 чёрная перевёрнутая пешка · h4 чёрный круг · e3 чёрный круг · f3 чёрный крест · g3 чёрный круг · f2 белая перевёрнутая пешка | b7 чёрный круг · c7 чёрный крест · d7 чёрный круг · c6 белая перевёрнутая пешка · d4 чёрный круг · e4 чёрная перевёрнутая пешка · h4 чёрный круг · e3 чёрный круг · f3 чёрный крест · g3 чёрный круг · f2 белая перевёрнутая пешка | b7 чёрный круг · c7 чёрный крест · d7 чёрный круг · c6 белая перевёрнутая пешка · d4 чёрный круг · e4 чёрная перевёрнутая пешка · h4 чёрный круг · e3 чёрный круг · f3 чёрный крест · g3 чёрный круг · f2 белая перевёрнутая пешка | b7 чёрный круг · c7 чёрный крест · d7 чёрный круг · c6 белая перевёрнутая пешка · d4 чёрный круг · e4 чёрная перевёрнутая пешка · h4 чёрный круг · e3 чёрный круг · f3 чёрный крест · g3 чёрный круг · f2 белая перевёрнутая пешка | b7 чёрный круг · c7 чёрный крест · d7 чёрный круг · c6 белая перевёрнутая пешка · d4 чёрный круг · e4 чёрная перевёрнутая пешка · h4 чёрный круг · e3 чёрный круг · f3 чёрный крест · g3 чёрный круг · f2 белая перевёрнутая пешка | 7 |
| 6 | b7 чёрный круг · c7 чёрный крест · d7 чёрный круг · c6 белая перевёрнутая пешка · d4 чёрный круг · e4 чёрная перевёрнутая пешка · h4 чёрный круг · e3 чёрный круг · f3 чёрный крест · g3 чёрный круг · f2 белая перевёрнутая пешка | b7 чёрный круг · c7 чёрный крест · d7 чёрный круг · c6 белая перевёрнутая пешка · d4 чёрный круг · e4 чёрная перевёрнутая пешка · h4 чёрный круг · e3 чёрный круг · f3 чёрный крест · g3 чёрный круг · f2 белая перевёрнутая пешка | b7 чёрный круг · c7 чёрный крест · d7 чёрный круг · c6 белая перевёрнутая пешка · d4 чёрный круг · e4 чёрная перевёрнутая пешка · h4 чёрный круг · e3 чёрный круг · f3 чёрный крест · g3 чёрный круг · f2 белая перевёрнутая пешка | b7 чёрный круг · c7 чёрный крест · d7 чёрный круг · c6 белая перевёрнутая пешка · d4 чёрный круг · e4 чёрная перевёрнутая пешка · h4 чёрный круг · e3 чёрный круг · f3 чёрный крест · g3 чёрный круг · f2 белая перевёрнутая пешка | b7 чёрный круг · c7 чёрный крест · d7 чёрный круг · c6 белая перевёрнутая пешка · d4 чёрный круг · e4 чёрная перевёрнутая пешка · h4 чёрный круг · e3 чёрный круг · f3 чёрный крест · g3 чёрный круг · f2 белая перевёрнутая пешка | b7 чёрный круг · c7 чёрный крест · d7 чёрный круг · c6 белая перевёрнутая пешка · d4 чёрный круг · e4 чёрная перевёрнутая пешка · h4 чёрный круг · e3 чёрный круг · f3 чёрный крест · g3 чёрный круг · f2 белая перевёрнутая пешка | b7 чёрный круг · c7 чёрный крест · d7 чёрный круг · c6 белая перевёрнутая пешка · d4 чёрный круг · e4 чёрная перевёрнутая пешка · h4 чёрный круг · e3 чёрный круг · f3 чёрный крест · g3 чёрный круг · f2 белая перевёрнутая пешка | b7 чёрный круг · c7 чёрный крест · d7 чёрный круг · c6 белая перевёрнутая пешка · d4 чёрный круг · e4 чёрная перевёрнутая пешка · h4 чёрный круг · e3 чёрный круг · f3 чёрный крест · g3 чёрный круг · f2 белая перевёрнутая пешка | 6 |
| 5 | b7 чёрный круг · c7 чёрный крест · d7 чёрный круг · c6 белая перевёрнутая пешка · d4 чёрный круг · e4 чёрная перевёрнутая пешка · h4 чёрный круг · e3 чёрный круг · f3 чёрный крест · g3 чёрный круг · f2 белая перевёрнутая пешка | b7 чёрный круг · c7 чёрный крест · d7 чёрный круг · c6 белая перевёрнутая пешка · d4 чёрный круг · e4 чёрная перевёрнутая пешка · h4 чёрный круг · e3 чёрный круг · f3 чёрный крест · g3 чёрный круг · f2 белая перевёрнутая пешка | b7 чёрный круг · c7 чёрный крест · d7 чёрный круг · c6 белая перевёрнутая пешка · d4 чёрный круг · e4 чёрная перевёрнутая пешка · h4 чёрный круг · e3 чёрный круг · f3 чёрный крест · g3 чёрный круг · f2 белая перевёрнутая пешка | b7 чёрный круг · c7 чёрный крест · d7 чёрный круг · c6 белая перевёрнутая пешка · d4 чёрный круг · e4 чёрная перевёрнутая пешка · h4 чёрный круг · e3 чёрный круг · f3 чёрный крест · g3 чёрный круг · f2 белая перевёрнутая пешка | b7 чёрный круг · c7 чёрный крест · d7 чёрный круг · c6 белая перевёрнутая пешка · d4 чёрный круг · e4 чёрная перевёрнутая пешка · h4 чёрный круг · e3 чёрный круг · f3 чёрный крест · g3 чёрный круг · f2 белая перевёрнутая пешка | b7 чёрный круг · c7 чёрный крест · d7 чёрный круг · c6 белая перевёрнутая пешка · d4 чёрный круг · e4 чёрная перевёрнутая пешка · h4 чёрный круг · e3 чёрный круг · f3 чёрный крест · g3 чёрный круг · f2 белая перевёрнутая пешка | b7 чёрный круг · c7 чёрный крест · d7 чёрный круг · c6 белая перевёрнутая пешка · d4 чёрный круг · e4 чёрная перевёрнутая пешка · h4 чёрный круг · e3 чёрный круг · f3 чёрный крест · g3 чёрный круг · f2 белая перевёрнутая пешка | b7 чёрный круг · c7 чёрный крест · d7 чёрный круг · c6 белая перевёрнутая пешка · d4 чёрный круг · e4 чёрная перевёрнутая пешка · h4 чёрный круг · e3 чёрный круг · f3 чёрный крест · g3 чёрный круг · f2 белая перевёрнутая пешка | 5 |
| 4 | b7 чёрный круг · c7 чёрный крест · d7 чёрный круг · c6 белая перевёрнутая пешка · d4 чёрный круг · e4 чёрная перевёрнутая пешка · h4 чёрный круг · e3 чёрный круг · f3 чёрный крест · g3 чёрный круг · f2 белая перевёрнутая пешка | b7 чёрный круг · c7 чёрный крест · d7 чёрный круг · c6 белая перевёрнутая пешка · d4 чёрный круг · e4 чёрная перевёрнутая пешка · h4 чёрный круг · e3 чёрный круг · f3 чёрный крест · g3 чёрный круг · f2 белая перевёрнутая пешка | b7 чёрный круг · c7 чёрный крест · d7 чёрный круг · c6 белая перевёрнутая пешка · d4 чёрный круг · e4 чёрная перевёрнутая пешка · h4 чёрный круг · e3 чёрный круг · f3 чёрный крест · g3 чёрный круг · f2 белая перевёрнутая пешка | b7 чёрный круг · c7 чёрный крест · d7 чёрный круг · c6 белая перевёрнутая пешка · d4 чёрный круг · e4 чёрная перевёрнутая пешка · h4 чёрный круг · e3 чёрный круг · f3 чёрный крест · g3 чёрный круг · f2 белая перевёрнутая пешка | b7 чёрный круг · c7 чёрный крест · d7 чёрный круг · c6 белая перевёрнутая пешка · d4 чёрный круг · e4 чёрная перевёрнутая пешка · h4 чёрный круг · e3 чёрный круг · f3 чёрный крест · g3 чёрный круг · f2 белая перевёрнутая пешка | b7 чёрный круг · c7 чёрный крест · d7 чёрный круг · c6 белая перевёрнутая пешка · d4 чёрный круг · e4 чёрная перевёрнутая пешка · h4 чёрный круг · e3 чёрный круг · f3 чёрный крест · g3 чёрный круг · f2 белая перевёрнутая пешка | b7 чёрный круг · c7 чёрный крест · d7 чёрный круг · c6 белая перевёрнутая пешка · d4 чёрный круг · e4 чёрная перевёрнутая пешка · h4 чёрный круг · e3 чёрный круг · f3 чёрный крест · g3 чёрный круг · f2 белая перевёрнутая пешка | b7 чёрный круг · c7 чёрный крест · d7 чёрный круг · c6 белая перевёрнутая пешка · d4 чёрный круг · e4 чёрная перевёрнутая пешка · h4 чёрный круг · e3 чёрный круг · f3 чёрный крест · g3 чёрный круг · f2 белая перевёрнутая пешка | 4 |
| 3 | b7 чёрный круг · c7 чёрный крест · d7 чёрный круг · c6 белая перевёрнутая пешка · d4 чёрный круг · e4 чёрная перевёрнутая пешка · h4 чёрный круг · e3 чёрный круг · f3 чёрный крест · g3 чёрный круг · f2 белая перевёрнутая пешка | b7 чёрный круг · c7 чёрный крест · d7 чёрный круг · c6 белая перевёрнутая пешка · d4 чёрный круг · e4 чёрная перевёрнутая пешка · h4 чёрный круг · e3 чёрный круг · f3 чёрный крест · g3 чёрный круг · f2 белая перевёрнутая пешка | b7 чёрный круг · c7 чёрный крест · d7 чёрный круг · c6 белая перевёрнутая пешка · d4 чёрный круг · e4 чёрная перевёрнутая пешка · h4 чёрный круг · e3 чёрный круг · f3 чёрный крест · g3 чёрный круг · f2 белая перевёрнутая пешка | b7 чёрный круг · c7 чёрный крест · d7 чёрный круг · c6 белая перевёрнутая пешка · d4 чёрный круг · e4 чёрная перевёрнутая пешка · h4 чёрный круг · e3 чёрный круг · f3 чёрный крест · g3 чёрный круг · f2 белая перевёрнутая пешка | b7 чёрный круг · c7 чёрный крест · d7 чёрный круг · c6 белая перевёрнутая пешка · d4 чёрный круг · e4 чёрная перевёрнутая пешка · h4 чёрный круг · e3 чёрный круг · f3 чёрный крест · g3 чёрный круг · f2 белая перевёрнутая пешка | b7 чёрный круг · c7 чёрный крест · d7 чёрный круг · c6 белая перевёрнутая пешка · d4 чёрный круг · e4 чёрная перевёрнутая пешка · h4 чёрный круг · e3 чёрный круг · f3 чёрный крест · g3 чёрный круг · f2 белая перевёрнутая пешка | b7 чёрный круг · c7 чёрный крест · d7 чёрный круг · c6 белая перевёрнутая пешка · d4 чёрный круг · e4 чёрная перевёрнутая пешка · h4 чёрный круг · e3 чёрный круг · f3 чёрный крест · g3 чёрный круг · f2 белая перевёрнутая пешка | b7 чёрный круг · c7 чёрный крест · d7 чёрный круг · c6 белая перевёрнутая пешка · d4 чёрный круг · e4 чёрная перевёрнутая пешка · h4 чёрный круг · e3 чёрный круг · f3 чёрный крест · g3 чёрный круг · f2 белая перевёрнутая пешка | 3 |
| 2 | b7 чёрный круг · c7 чёрный крест · d7 чёрный круг · c6 белая перевёрнутая пешка · d4 чёрный круг · e4 чёрная перевёрнутая пешка · h4 чёрный круг · e3 чёрный круг · f3 чёрный крест · g3 чёрный круг · f2 белая перевёрнутая пешка | b7 чёрный круг · c7 чёрный крест · d7 чёрный круг · c6 белая перевёрнутая пешка · d4 чёрный круг · e4 чёрная перевёрнутая пешка · h4 чёрный круг · e3 чёрный круг · f3 чёрный крест · g3 чёрный круг · f2 белая перевёрнутая пешка | b7 чёрный круг · c7 чёрный крест · d7 чёрный круг · c6 белая перевёрнутая пешка · d4 чёрный круг · e4 чёрная перевёрнутая пешка · h4 чёрный круг · e3 чёрный круг · f3 чёрный крест · g3 чёрный круг · f2 белая перевёрнутая пешка | b7 чёрный круг · c7 чёрный крест · d7 чёрный круг · c6 белая перевёрнутая пешка · d4 чёрный круг · e4 чёрная перевёрнутая пешка · h4 чёрный круг · e3 чёрный круг · f3 чёрный крест · g3 чёрный круг · f2 белая перевёрнутая пешка | b7 чёрный круг · c7 чёрный крест · d7 чёрный круг · c6 белая перевёрнутая пешка · d4 чёрный круг · e4 чёрная перевёрнутая пешка · h4 чёрный круг · e3 чёрный круг · f3 чёрный крест · g3 чёрный круг · f2 белая перевёрнутая пешка | b7 чёрный круг · c7 чёрный крест · d7 чёрный круг · c6 белая перевёрнутая пешка · d4 чёрный круг · e4 чёрная перевёрнутая пешка · h4 чёрный круг · e3 чёрный круг · f3 чёрный крест · g3 чёрный круг · f2 белая перевёрнутая пешка | b7 чёрный круг · c7 чёрный крест · d7 чёрный круг · c6 белая перевёрнутая пешка · d4 чёрный круг · e4 чёрная перевёрнутая пешка · h4 чёрный круг · e3 чёрный круг · f3 чёрный крест · g3 чёрный круг · f2 белая перевёрнутая пешка | b7 чёрный круг · c7 чёрный крест · d7 чёрный круг · c6 белая перевёрнутая пешка · d4 чёрный круг · e4 чёрная перевёрнутая пешка · h4 чёрный круг · e3 чёрный круг · f3 чёрный крест · g3 чёрный круг · f2 белая перевёрнутая пешка | 2 |
| 1 | b7 чёрный круг · c7 чёрный крест · d7 чёрный круг · c6 белая перевёрнутая пешка · d4 чёрный круг · e4 чёрная перевёрнутая пешка · h4 чёрный круг · e3 чёрный круг · f3 чёрный крест · g3 чёрный круг · f2 белая перевёрнутая пешка | b7 чёрный круг · c7 чёрный крест · d7 чёрный круг · c6 белая перевёрнутая пешка · d4 чёрный круг · e4 чёрная перевёрнутая пешка · h4 чёрный круг · e3 чёрный круг · f3 чёрный крест · g3 чёрный круг · f2 белая перевёрнутая пешка | b7 чёрный круг · c7 чёрный крест · d7 чёрный круг · c6 белая перевёрнутая пешка · d4 чёрный круг · e4 чёрная перевёрнутая пешка · h4 чёрный круг · e3 чёрный круг · f3 чёрный крест · g3 чёрный круг · f2 белая перевёрнутая пешка | b7 чёрный круг · c7 чёрный крест · d7 чёрный круг · c6 белая перевёрнутая пешка · d4 чёрный круг · e4 чёрная перевёрнутая пешка · h4 чёрный круг · e3 чёрный круг · f3 чёрный крест · g3 чёрный круг · f2 белая перевёрнутая пешка | b7 чёрный круг · c7 чёрный крест · d7 чёрный круг · c6 белая перевёрнутая пешка · d4 чёрный круг · e4 чёрная перевёрнутая пешка · h4 чёрный круг · e3 чёрный круг · f3 чёрный крест · g3 чёрный круг · f2 белая перевёрнутая пешка | b7 чёрный круг · c7 чёрный крест · d7 чёрный круг · c6 белая перевёрнутая пешка · d4 чёрный круг · e4 чёрная перевёрнутая пешка · h4 чёрный круг · e3 чёрный круг · f3 чёрный крест · g3 чёрный круг · f2 белая перевёрнутая пешка | b7 чёрный круг · c7 чёрный крест · d7 чёрный круг · c6 белая перевёрнутая пешка · d4 чёрный круг · e4 чёрная перевёрнутая пешка · h4 чёрный круг · e3 чёрный круг · f3 чёрный крест · g3 чёрный круг · f2 белая перевёрнутая пешка | b7 чёрный круг · c7 чёрный крест · d7 чёрный круг · c6 белая перевёрнутая пешка · d4 чёрный круг · e4 чёрная перевёрнутая пешка · h4 чёрный круг · e3 чёрный круг · f3 чёрный крест · g3 чёрный круг · f2 белая перевёрнутая пешка | 1 |
|   | a | b | c | d | e | f | g | h |   |

Пешка Беролина (также известная как Берлинская пешка, Анти-пешка или просто Беролина) — популярная сказочная шахматная фигура. Она перемещается на одну свободную клетку по диагонали вперед, также может переместиться на две свободные клетки по диагонали вперед на своем первом ходу. Атакует на одну клетку по вертикали вперед. Была изобретена Эдмундом Неберманном в 1926 году, который назвал его в честь города Берлина, в котором он работал. Пешка Беролина фигурирует в шахматном варианте Berolina chess и нашла частое применение в шахматных задачах.

## Описание
Пешка Беролина ходит, не беря, на одно поле по диагонали вперед. Он захватывает одну клетку прямо вперед. (Таким образом, это обратная интерпретация стандартной шахматной пешки, которая ходит прямо вперед и бьет по диагонали вперед.)
Беролина может сделать первый ход на две клетки вперед по диагонали. Взятие на проходе также возможно: пешка Беролины, атакуя поле, которое только что было обойдено продвижением вражеской пешки на два поля, может взять вражескую пешку, как если бы она переместилась только на одно поле. Как и обыкновенная пешка, пешка Беролина превращается, когда достигает конца доски.

## Пример задачи
|   | a | b | c | d | e | f | g | h |   |
| - | --- | --- | --- | --- | --- | --- | --- | --- | - |
| 8 | e7 чёрный конь · f7 белый ферзь · b5 чёрная перевёрнутая пешка · d5 чёрная ладья · a4 белый король · d3 белый конь · a2 чёрный король · d2 белая перевёрнутая пешка · h1 белая ладья | e7 чёрный конь · f7 белый ферзь · b5 чёрная перевёрнутая пешка · d5 чёрная ладья · a4 белый король · d3 белый конь · a2 чёрный король · d2 белая перевёрнутая пешка · h1 белая ладья | e7 чёрный конь · f7 белый ферзь · b5 чёрная перевёрнутая пешка · d5 чёрная ладья · a4 белый король · d3 белый конь · a2 чёрный король · d2 белая перевёрнутая пешка · h1 белая ладья | e7 чёрный конь · f7 белый ферзь · b5 чёрная перевёрнутая пешка · d5 чёрная ладья · a4 белый король · d3 белый конь · a2 чёрный король · d2 белая перевёрнутая пешка · h1 белая ладья | e7 чёрный конь · f7 белый ферзь · b5 чёрная перевёрнутая пешка · d5 чёрная ладья · a4 белый король · d3 белый конь · a2 чёрный король · d2 белая перевёрнутая пешка · h1 белая ладья | e7 чёрный конь · f7 белый ферзь · b5 чёрная перевёрнутая пешка · d5 чёрная ладья · a4 белый король · d3 белый конь · a2 чёрный король · d2 белая перевёрнутая пешка · h1 белая ладья | e7 чёрный конь · f7 белый ферзь · b5 чёрная перевёрнутая пешка · d5 чёрная ладья · a4 белый король · d3 белый конь · a2 чёрный король · d2 белая перевёрнутая пешка · h1 белая ладья | e7 чёрный конь · f7 белый ферзь · b5 чёрная перевёрнутая пешка · d5 чёрная ладья · a4 белый король · d3 белый конь · a2 чёрный король · d2 белая перевёрнутая пешка · h1 белая ладья | 8 |
| 7 | e7 чёрный конь · f7 белый ферзь · b5 чёрная перевёрнутая пешка · d5 чёрная ладья · a4 белый король · d3 белый конь · a2 чёрный король · d2 белая перевёрнутая пешка · h1 белая ладья | e7 чёрный конь · f7 белый ферзь · b5 чёрная перевёрнутая пешка · d5 чёрная ладья · a4 белый король · d3 белый конь · a2 чёрный король · d2 белая перевёрнутая пешка · h1 белая ладья | e7 чёрный конь · f7 белый ферзь · b5 чёрная перевёрнутая пешка · d5 чёрная ладья · a4 белый король · d3 белый конь · a2 чёрный король · d2 белая перевёрнутая пешка · h1 белая ладья | e7 чёрный конь · f7 белый ферзь · b5 чёрная перевёрнутая пешка · d5 чёрная ладья · a4 белый король · d3 белый конь · a2 чёрный король · d2 белая перевёрнутая пешка · h1 белая ладья | e7 чёрный конь · f7 белый ферзь · b5 чёрная перевёрнутая пешка · d5 чёрная ладья · a4 белый король · d3 белый конь · a2 чёрный король · d2 белая перевёрнутая пешка · h1 белая ладья | e7 чёрный конь · f7 белый ферзь · b5 чёрная перевёрнутая пешка · d5 чёрная ладья · a4 белый король · d3 белый конь · a2 чёрный король · d2 белая перевёрнутая пешка · h1 белая ладья | e7 чёрный конь · f7 белый ферзь · b5 чёрная перевёрнутая пешка · d5 чёрная ладья · a4 белый король · d3 белый конь · a2 чёрный король · d2 белая перевёрнутая пешка · h1 белая ладья | e7 чёрный конь · f7 белый ферзь · b5 чёрная перевёрнутая пешка · d5 чёрная ладья · a4 белый король · d3 белый конь · a2 чёрный король · d2 белая перевёрнутая пешка · h1 белая ладья | 7 |
| 6 | e7 чёрный конь · f7 белый ферзь · b5 чёрная перевёрнутая пешка · d5 чёрная ладья · a4 белый король · d3 белый конь · a2 чёрный король · d2 белая перевёрнутая пешка · h1 белая ладья | e7 чёрный конь · f7 белый ферзь · b5 чёрная перевёрнутая пешка · d5 чёрная ладья · a4 белый король · d3 белый конь · a2 чёрный король · d2 белая перевёрнутая пешка · h1 белая ладья | e7 чёрный конь · f7 белый ферзь · b5 чёрная перевёрнутая пешка · d5 чёрная ладья · a4 белый король · d3 белый конь · a2 чёрный король · d2 белая перевёрнутая пешка · h1 белая ладья | e7 чёрный конь · f7 белый ферзь · b5 чёрная перевёрнутая пешка · d5 чёрная ладья · a4 белый король · d3 белый конь · a2 чёрный король · d2 белая перевёрнутая пешка · h1 белая ладья | e7 чёрный конь · f7 белый ферзь · b5 чёрная перевёрнутая пешка · d5 чёрная ладья · a4 белый король · d3 белый конь · a2 чёрный король · d2 белая перевёрнутая пешка · h1 белая ладья | e7 чёрный конь · f7 белый ферзь · b5 чёрная перевёрнутая пешка · d5 чёрная ладья · a4 белый король · d3 белый конь · a2 чёрный король · d2 белая перевёрнутая пешка · h1 белая ладья | e7 чёрный конь · f7 белый ферзь · b5 чёрная перевёрнутая пешка · d5 чёрная ладья · a4 белый король · d3 белый конь · a2 чёрный король · d2 белая перевёрнутая пешка · h1 белая ладья | e7 чёрный конь · f7 белый ферзь · b5 чёрная перевёрнутая пешка · d5 чёрная ладья · a4 белый король · d3 белый конь · a2 чёрный король · d2 белая перевёрнутая пешка · h1 белая ладья | 6 |
| 5 | e7 чёрный конь · f7 белый ферзь · b5 чёрная перевёрнутая пешка · d5 чёрная ладья · a4 белый король · d3 белый конь · a2 чёрный король · d2 белая перевёрнутая пешка · h1 белая ладья | e7 чёрный конь · f7 белый ферзь · b5 чёрная перевёрнутая пешка · d5 чёрная ладья · a4 белый король · d3 белый конь · a2 чёрный король · d2 белая перевёрнутая пешка · h1 белая ладья | e7 чёрный конь · f7 белый ферзь · b5 чёрная перевёрнутая пешка · d5 чёрная ладья · a4 белый король · d3 белый конь · a2 чёрный король · d2 белая перевёрнутая пешка · h1 белая ладья | e7 чёрный конь · f7 белый ферзь · b5 чёрная перевёрнутая пешка · d5 чёрная ладья · a4 белый король · d3 белый конь · a2 чёрный король · d2 белая перевёрнутая пешка · h1 белая ладья | e7 чёрный конь · f7 белый ферзь · b5 чёрная перевёрнутая пешка · d5 чёрная ладья · a4 белый король · d3 белый конь · a2 чёрный король · d2 белая перевёрнутая пешка · h1 белая ладья | e7 чёрный конь · f7 белый ферзь · b5 чёрная перевёрнутая пешка · d5 чёрная ладья · a4 белый король · d3 белый конь · a2 чёрный король · d2 белая перевёрнутая пешка · h1 белая ладья | e7 чёрный конь · f7 белый ферзь · b5 чёрная перевёрнутая пешка · d5 чёрная ладья · a4 белый король · d3 белый конь · a2 чёрный король · d2 белая перевёрнутая пешка · h1 белая ладья | e7 чёрный конь · f7 белый ферзь · b5 чёрная перевёрнутая пешка · d5 чёрная ладья · a4 белый король · d3 белый конь · a2 чёрный король · d2 белая перевёрнутая пешка · h1 белая ладья | 5 |
| 4 | e7 чёрный конь · f7 белый ферзь · b5 чёрная перевёрнутая пешка · d5 чёрная ладья · a4 белый король · d3 белый конь · a2 чёрный король · d2 белая перевёрнутая пешка · h1 белая ладья | e7 чёрный конь · f7 белый ферзь · b5 чёрная перевёрнутая пешка · d5 чёрная ладья · a4 белый король · d3 белый конь · a2 чёрный король · d2 белая перевёрнутая пешка · h1 белая ладья | e7 чёрный конь · f7 белый ферзь · b5 чёрная перевёрнутая пешка · d5 чёрная ладья · a4 белый король · d3 белый конь · a2 чёрный король · d2 белая перевёрнутая пешка · h1 белая ладья | e7 чёрный конь · f7 белый ферзь · b5 чёрная перевёрнутая пешка · d5 чёрная ладья · a4 белый король · d3 белый конь · a2 чёрный король · d2 белая перевёрнутая пешка · h1 белая ладья | e7 чёрный конь · f7 белый ферзь · b5 чёрная перевёрнутая пешка · d5 чёрная ладья · a4 белый король · d3 белый конь · a2 чёрный король · d2 белая перевёрнутая пешка · h1 белая ладья | e7 чёрный конь · f7 белый ферзь · b5 чёрная перевёрнутая пешка · d5 чёрная ладья · a4 белый король · d3 белый конь · a2 чёрный король · d2 белая перевёрнутая пешка · h1 белая ладья | e7 чёрный конь · f7 белый ферзь · b5 чёрная перевёрнутая пешка · d5 чёрная ладья · a4 белый король · d3 белый конь · a2 чёрный король · d2 белая перевёрнутая пешка · h1 белая ладья | e7 чёрный конь · f7 белый ферзь · b5 чёрная перевёрнутая пешка · d5 чёрная ладья · a4 белый король · d3 белый конь · a2 чёрный король · d2 белая перевёрнутая пешка · h1 белая ладья | 4 |
| 3 | e7 чёрный конь · f7 белый ферзь · b5 чёрная перевёрнутая пешка · d5 чёрная ладья · a4 белый король · d3 белый конь · a2 чёрный король · d2 белая перевёрнутая пешка · h1 белая ладья | e7 чёрный конь · f7 белый ферзь · b5 чёрная перевёрнутая пешка · d5 чёрная ладья · a4 белый король · d3 белый конь · a2 чёрный король · d2 белая перевёрнутая пешка · h1 белая ладья | e7 чёрный конь · f7 белый ферзь · b5 чёрная перевёрнутая пешка · d5 чёрная ладья · a4 белый король · d3 белый конь · a2 чёрный король · d2 белая перевёрнутая пешка · h1 белая ладья | e7 чёрный конь · f7 белый ферзь · b5 чёрная перевёрнутая пешка · d5 чёрная ладья · a4 белый король · d3 белый конь · a2 чёрный король · d2 белая перевёрнутая пешка · h1 белая ладья | e7 чёрный конь · f7 белый ферзь · b5 чёрная перевёрнутая пешка · d5 чёрная ладья · a4 белый король · d3 белый конь · a2 чёрный король · d2 белая перевёрнутая пешка · h1 белая ладья | e7 чёрный конь · f7 белый ферзь · b5 чёрная перевёрнутая пешка · d5 чёрная ладья · a4 белый король · d3 белый конь · a2 чёрный король · d2 белая перевёрнутая пешка · h1 белая ладья | e7 чёрный конь · f7 белый ферзь · b5 чёрная перевёрнутая пешка · d5 чёрная ладья · a4 белый король · d3 белый конь · a2 чёрный король · d2 белая перевёрнутая пешка · h1 белая ладья | e7 чёрный конь · f7 белый ферзь · b5 чёрная перевёрнутая пешка · d5 чёрная ладья · a4 белый король · d3 белый конь · a2 чёрный король · d2 белая перевёрнутая пешка · h1 белая ладья | 3 |
| 2 | e7 чёрный конь · f7 белый ферзь · b5 чёрная перевёрнутая пешка · d5 чёрная ладья · a4 белый король · d3 белый конь · a2 чёрный король · d2 белая перевёрнутая пешка · h1 белая ладья | e7 чёрный конь · f7 белый ферзь · b5 чёрная перевёрнутая пешка · d5 чёрная ладья · a4 белый король · d3 белый конь · a2 чёрный король · d2 белая перевёрнутая пешка · h1 белая ладья | e7 чёрный конь · f7 белый ферзь · b5 чёрная перевёрнутая пешка · d5 чёрная ладья · a4 белый король · d3 белый конь · a2 чёрный король · d2 белая перевёрнутая пешка · h1 белая ладья | e7 чёрный конь · f7 белый ферзь · b5 чёрная перевёрнутая пешка · d5 чёрная ладья · a4 белый король · d3 белый конь · a2 чёрный король · d2 белая перевёрнутая пешка · h1 белая ладья | e7 чёрный конь · f7 белый ферзь · b5 чёрная перевёрнутая пешка · d5 чёрная ладья · a4 белый король · d3 белый конь · a2 чёрный король · d2 белая перевёрнутая пешка · h1 белая ладья | e7 чёрный конь · f7 белый ферзь · b5 чёрная перевёрнутая пешка · d5 чёрная ладья · a4 белый король · d3 белый конь · a2 чёрный король · d2 белая перевёрнутая пешка · h1 белая ладья | e7 чёрный конь · f7 белый ферзь · b5 чёрная перевёрнутая пешка · d5 чёрная ладья · a4 белый король · d3 белый конь · a2 чёрный король · d2 белая перевёрнутая пешка · h1 белая ладья | e7 чёрный конь · f7 белый ферзь · b5 чёрная перевёрнутая пешка · d5 чёрная ладья · a4 белый король · d3 белый конь · a2 чёрный король · d2 белая перевёрнутая пешка · h1 белая ладья | 2 |
| 1 | e7 чёрный конь · f7 белый ферзь · b5 чёрная перевёрнутая пешка · d5 чёрная ладья · a4 белый король · d3 белый конь · a2 чёрный король · d2 белая перевёрнутая пешка · h1 белая ладья | e7 чёрный конь · f7 белый ферзь · b5 чёрная перевёрнутая пешка · d5 чёрная ладья · a4 белый король · d3 белый конь · a2 чёрный король · d2 белая перевёрнутая пешка · h1 белая ладья | e7 чёрный конь · f7 белый ферзь · b5 чёрная перевёрнутая пешка · d5 чёрная ладья · a4 белый король · d3 белый конь · a2 чёрный король · d2 белая перевёрнутая пешка · h1 белая ладья | e7 чёрный конь · f7 белый ферзь · b5 чёрная перевёрнутая пешка · d5 чёрная ладья · a4 белый король · d3 белый конь · a2 чёрный король · d2 белая перевёрнутая пешка · h1 белая ладья | e7 чёрный конь · f7 белый ферзь · b5 чёрная перевёрнутая пешка · d5 чёрная ладья · a4 белый король · d3 белый конь · a2 чёрный король · d2 белая перевёрнутая пешка · h1 белая ладья | e7 чёрный конь · f7 белый ферзь · b5 чёрная перевёрнутая пешка · d5 чёрная ладья · a4 белый король · d3 белый конь · a2 чёрный король · d2 белая перевёрнутая пешка · h1 белая ладья | e7 чёрный конь · f7 белый ферзь · b5 чёрная перевёрнутая пешка · d5 чёрная ладья · a4 белый король · d3 белый конь · a2 чёрный король · d2 белая перевёрнутая пешка · h1 белая ладья | e7 чёрный конь · f7 белый ферзь · b5 чёрная перевёрнутая пешка · d5 чёрная ладья · a4 белый король · d3 белый конь · a2 чёрный король · d2 белая перевёрнутая пешка · h1 белая ладья | 1 |
|   | a | b | c | d | e | f | g | h |   |

- 1...Rd4+ 2.b4#
- 1...Rxd3 2.dxd3#
- 1...Rc5 2.c3#
- 1...Re5 2.e3#
- 1...Rf5 2.f4#

## Шахматы Беролины
|   | a | b | c | d | e | f | g | h |   |
| - | --- | --- | --- | --- | --- | --- | --- | --- | - |
| 8 | a8 чёрная ладья · b8 чёрный конь · c8 чёрный слон · d8 чёрный ферзь · e8 чёрный король · f8 чёрный слон · g8 чёрный конь · h8 чёрная ладья · a7 чёрная перевёрнутая пешка · b7 чёрная перевёрнутая пешка · c7 чёрная перевёрнутая пешка · d7 чёрная перевёрнутая пешка · e7 чёрная перевёрнутая пешка · f7 чёрная перевёрнутая пешка · g7 чёрная перевёрнутая пешка · h7 чёрная перевёрнутая пешка · a2 белая перевёрнутая пешка · b2 белая перевёрнутая пешка · c2 белая перевёрнутая пешка · d2 белая перевёрнутая пешка · e2 белая перевёрнутая пешка · f2 белая перевёрнутая пешка · g2 белая перевёрнутая пешка · h2 белая перевёрнутая пешка · a1 белая ладья · b1 белый конь · c1 белый слон · d1 белый ферзь · e1 белый король · f1 белый слон · g1 белый конь · h1 белая ладья | a8 чёрная ладья · b8 чёрный конь · c8 чёрный слон · d8 чёрный ферзь · e8 чёрный король · f8 чёрный слон · g8 чёрный конь · h8 чёрная ладья · a7 чёрная перевёрнутая пешка · b7 чёрная перевёрнутая пешка · c7 чёрная перевёрнутая пешка · d7 чёрная перевёрнутая пешка · e7 чёрная перевёрнутая пешка · f7 чёрная перевёрнутая пешка · g7 чёрная перевёрнутая пешка · h7 чёрная перевёрнутая пешка · a2 белая перевёрнутая пешка · b2 белая перевёрнутая пешка · c2 белая перевёрнутая пешка · d2 белая перевёрнутая пешка · e2 белая перевёрнутая пешка · f2 белая перевёрнутая пешка · g2 белая перевёрнутая пешка · h2 белая перевёрнутая пешка · a1 белая ладья · b1 белый конь · c1 белый слон · d1 белый ферзь · e1 белый король · f1 белый слон · g1 белый конь · h1 белая ладья | a8 чёрная ладья · b8 чёрный конь · c8 чёрный слон · d8 чёрный ферзь · e8 чёрный король · f8 чёрный слон · g8 чёрный конь · h8 чёрная ладья · a7 чёрная перевёрнутая пешка · b7 чёрная перевёрнутая пешка · c7 чёрная перевёрнутая пешка · d7 чёрная перевёрнутая пешка · e7 чёрная перевёрнутая пешка · f7 чёрная перевёрнутая пешка · g7 чёрная перевёрнутая пешка · h7 чёрная перевёрнутая пешка · a2 белая перевёрнутая пешка · b2 белая перевёрнутая пешка · c2 белая перевёрнутая пешка · d2 белая перевёрнутая пешка · e2 белая перевёрнутая пешка · f2 белая перевёрнутая пешка · g2 белая перевёрнутая пешка · h2 белая перевёрнутая пешка · a1 белая ладья · b1 белый конь · c1 белый слон · d1 белый ферзь · e1 белый король · f1 белый слон · g1 белый конь · h1 белая ладья | a8 чёрная ладья · b8 чёрный конь · c8 чёрный слон · d8 чёрный ферзь · e8 чёрный король · f8 чёрный слон · g8 чёрный конь · h8 чёрная ладья · a7 чёрная перевёрнутая пешка · b7 чёрная перевёрнутая пешка · c7 чёрная перевёрнутая пешка · d7 чёрная перевёрнутая пешка · e7 чёрная перевёрнутая пешка · f7 чёрная перевёрнутая пешка · g7 чёрная перевёрнутая пешка · h7 чёрная перевёрнутая пешка · a2 белая перевёрнутая пешка · b2 белая перевёрнутая пешка · c2 белая перевёрнутая пешка · d2 белая перевёрнутая пешка · e2 белая перевёрнутая пешка · f2 белая перевёрнутая пешка · g2 белая перевёрнутая пешка · h2 белая перевёрнутая пешка · a1 белая ладья · b1 белый конь · c1 белый слон · d1 белый ферзь · e1 белый король · f1 белый слон · g1 белый конь · h1 белая ладья | a8 чёрная ладья · b8 чёрный конь · c8 чёрный слон · d8 чёрный ферзь · e8 чёрный король · f8 чёрный слон · g8 чёрный конь · h8 чёрная ладья · a7 чёрная перевёрнутая пешка · b7 чёрная перевёрнутая пешка · c7 чёрная перевёрнутая пешка · d7 чёрная перевёрнутая пешка · e7 чёрная перевёрнутая пешка · f7 чёрная перевёрнутая пешка · g7 чёрная перевёрнутая пешка · h7 чёрная перевёрнутая пешка · a2 белая перевёрнутая пешка · b2 белая перевёрнутая пешка · c2 белая перевёрнутая пешка · d2 белая перевёрнутая пешка · e2 белая перевёрнутая пешка · f2 белая перевёрнутая пешка · g2 белая перевёрнутая пешка · h2 белая перевёрнутая пешка · a1 белая ладья · b1 белый конь · c1 белый слон · d1 белый ферзь · e1 белый король · f1 белый слон · g1 белый конь · h1 белая ладья | a8 чёрная ладья · b8 чёрный конь · c8 чёрный слон · d8 чёрный ферзь · e8 чёрный король · f8 чёрный слон · g8 чёрный конь · h8 чёрная ладья · a7 чёрная перевёрнутая пешка · b7 чёрная перевёрнутая пешка · c7 чёрная перевёрнутая пешка · d7 чёрная перевёрнутая пешка · e7 чёрная перевёрнутая пешка · f7 чёрная перевёрнутая пешка · g7 чёрная перевёрнутая пешка · h7 чёрная перевёрнутая пешка · a2 белая перевёрнутая пешка · b2 белая перевёрнутая пешка · c2 белая перевёрнутая пешка · d2 белая перевёрнутая пешка · e2 белая перевёрнутая пешка · f2 белая перевёрнутая пешка · g2 белая перевёрнутая пешка · h2 белая перевёрнутая пешка · a1 белая ладья · b1 белый конь · c1 белый слон · d1 белый ферзь · e1 белый король · f1 белый слон · g1 белый конь · h1 белая ладья | a8 чёрная ладья · b8 чёрный конь · c8 чёрный слон · d8 чёрный ферзь · e8 чёрный король · f8 чёрный слон · g8 чёрный конь · h8 чёрная ладья · a7 чёрная перевёрнутая пешка · b7 чёрная перевёрнутая пешка · c7 чёрная перевёрнутая пешка · d7 чёрная перевёрнутая пешка · e7 чёрная перевёрнутая пешка · f7 чёрная перевёрнутая пешка · g7 чёрная перевёрнутая пешка · h7 чёрная перевёрнутая пешка · a2 белая перевёрнутая пешка · b2 белая перевёрнутая пешка · c2 белая перевёрнутая пешка · d2 белая перевёрнутая пешка · e2 белая перевёрнутая пешка · f2 белая перевёрнутая пешка · g2 белая перевёрнутая пешка · h2 белая перевёрнутая пешка · a1 белая ладья · b1 белый конь · c1 белый слон · d1 белый ферзь · e1 белый король · f1 белый слон · g1 белый конь · h1 белая ладья | a8 чёрная ладья · b8 чёрный конь · c8 чёрный слон · d8 чёрный ферзь · e8 чёрный король · f8 чёрный слон · g8 чёрный конь · h8 чёрная ладья · a7 чёрная перевёрнутая пешка · b7 чёрная перевёрнутая пешка · c7 чёрная перевёрнутая пешка · d7 чёрная перевёрнутая пешка · e7 чёрная перевёрнутая пешка · f7 чёрная перевёрнутая пешка · g7 чёрная перевёрнутая пешка · h7 чёрная перевёрнутая пешка · a2 белая перевёрнутая пешка · b2 белая перевёрнутая пешка · c2 белая перевёрнутая пешка · d2 белая перевёрнутая пешка · e2 белая перевёрнутая пешка · f2 белая перевёрнутая пешка · g2 белая перевёрнутая пешка · h2 белая перевёрнутая пешка · a1 белая ладья · b1 белый конь · c1 белый слон · d1 белый ферзь · e1 белый король · f1 белый слон · g1 белый конь · h1 белая ладья | 8 |
| 7 | a8 чёрная ладья · b8 чёрный конь · c8 чёрный слон · d8 чёрный ферзь · e8 чёрный король · f8 чёрный слон · g8 чёрный конь · h8 чёрная ладья · a7 чёрная перевёрнутая пешка · b7 чёрная перевёрнутая пешка · c7 чёрная перевёрнутая пешка · d7 чёрная перевёрнутая пешка · e7 чёрная перевёрнутая пешка · f7 чёрная перевёрнутая пешка · g7 чёрная перевёрнутая пешка · h7 чёрная перевёрнутая пешка · a2 белая перевёрнутая пешка · b2 белая перевёрнутая пешка · c2 белая перевёрнутая пешка · d2 белая перевёрнутая пешка · e2 белая перевёрнутая пешка · f2 белая перевёрнутая пешка · g2 белая перевёрнутая пешка · h2 белая перевёрнутая пешка · a1 белая ладья · b1 белый конь · c1 белый слон · d1 белый ферзь · e1 белый король · f1 белый слон · g1 белый конь · h1 белая ладья | a8 чёрная ладья · b8 чёрный конь · c8 чёрный слон · d8 чёрный ферзь · e8 чёрный король · f8 чёрный слон · g8 чёрный конь · h8 чёрная ладья · a7 чёрная перевёрнутая пешка · b7 чёрная перевёрнутая пешка · c7 чёрная перевёрнутая пешка · d7 чёрная перевёрнутая пешка · e7 чёрная перевёрнутая пешка · f7 чёрная перевёрнутая пешка · g7 чёрная перевёрнутая пешка · h7 чёрная перевёрнутая пешка · a2 белая перевёрнутая пешка · b2 белая перевёрнутая пешка · c2 белая перевёрнутая пешка · d2 белая перевёрнутая пешка · e2 белая перевёрнутая пешка · f2 белая перевёрнутая пешка · g2 белая перевёрнутая пешка · h2 белая перевёрнутая пешка · a1 белая ладья · b1 белый конь · c1 белый слон · d1 белый ферзь · e1 белый король · f1 белый слон · g1 белый конь · h1 белая ладья | a8 чёрная ладья · b8 чёрный конь · c8 чёрный слон · d8 чёрный ферзь · e8 чёрный король · f8 чёрный слон · g8 чёрный конь · h8 чёрная ладья · a7 чёрная перевёрнутая пешка · b7 чёрная перевёрнутая пешка · c7 чёрная перевёрнутая пешка · d7 чёрная перевёрнутая пешка · e7 чёрная перевёрнутая пешка · f7 чёрная перевёрнутая пешка · g7 чёрная перевёрнутая пешка · h7 чёрная перевёрнутая пешка · a2 белая перевёрнутая пешка · b2 белая перевёрнутая пешка · c2 белая перевёрнутая пешка · d2 белая перевёрнутая пешка · e2 белая перевёрнутая пешка · f2 белая перевёрнутая пешка · g2 белая перевёрнутая пешка · h2 белая перевёрнутая пешка · a1 белая ладья · b1 белый конь · c1 белый слон · d1 белый ферзь · e1 белый король · f1 белый слон · g1 белый конь · h1 белая ладья | a8 чёрная ладья · b8 чёрный конь · c8 чёрный слон · d8 чёрный ферзь · e8 чёрный король · f8 чёрный слон · g8 чёрный конь · h8 чёрная ладья · a7 чёрная перевёрнутая пешка · b7 чёрная перевёрнутая пешка · c7 чёрная перевёрнутая пешка · d7 чёрная перевёрнутая пешка · e7 чёрная перевёрнутая пешка · f7 чёрная перевёрнутая пешка · g7 чёрная перевёрнутая пешка · h7 чёрная перевёрнутая пешка · a2 белая перевёрнутая пешка · b2 белая перевёрнутая пешка · c2 белая перевёрнутая пешка · d2 белая перевёрнутая пешка · e2 белая перевёрнутая пешка · f2 белая перевёрнутая пешка · g2 белая перевёрнутая пешка · h2 белая перевёрнутая пешка · a1 белая ладья · b1 белый конь · c1 белый слон · d1 белый ферзь · e1 белый король · f1 белый слон · g1 белый конь · h1 белая ладья | a8 чёрная ладья · b8 чёрный конь · c8 чёрный слон · d8 чёрный ферзь · e8 чёрный король · f8 чёрный слон · g8 чёрный конь · h8 чёрная ладья · a7 чёрная перевёрнутая пешка · b7 чёрная перевёрнутая пешка · c7 чёрная перевёрнутая пешка · d7 чёрная перевёрнутая пешка · e7 чёрная перевёрнутая пешка · f7 чёрная перевёрнутая пешка · g7 чёрная перевёрнутая пешка · h7 чёрная перевёрнутая пешка · a2 белая перевёрнутая пешка · b2 белая перевёрнутая пешка · c2 белая перевёрнутая пешка · d2 белая перевёрнутая пешка · e2 белая перевёрнутая пешка · f2 белая перевёрнутая пешка · g2 белая перевёрнутая пешка · h2 белая перевёрнутая пешка · a1 белая ладья · b1 белый конь · c1 белый слон · d1 белый ферзь · e1 белый король · f1 белый слон · g1 белый конь · h1 белая ладья | a8 чёрная ладья · b8 чёрный конь · c8 чёрный слон · d8 чёрный ферзь · e8 чёрный король · f8 чёрный слон · g8 чёрный конь · h8 чёрная ладья · a7 чёрная перевёрнутая пешка · b7 чёрная перевёрнутая пешка · c7 чёрная перевёрнутая пешка · d7 чёрная перевёрнутая пешка · e7 чёрная перевёрнутая пешка · f7 чёрная перевёрнутая пешка · g7 чёрная перевёрнутая пешка · h7 чёрная перевёрнутая пешка · a2 белая перевёрнутая пешка · b2 белая перевёрнутая пешка · c2 белая перевёрнутая пешка · d2 белая перевёрнутая пешка · e2 белая перевёрнутая пешка · f2 белая перевёрнутая пешка · g2 белая перевёрнутая пешка · h2 белая перевёрнутая пешка · a1 белая ладья · b1 белый конь · c1 белый слон · d1 белый ферзь · e1 белый король · f1 белый слон · g1 белый конь · h1 белая ладья | a8 чёрная ладья · b8 чёрный конь · c8 чёрный слон · d8 чёрный ферзь · e8 чёрный король · f8 чёрный слон · g8 чёрный конь · h8 чёрная ладья · a7 чёрная перевёрнутая пешка · b7 чёрная перевёрнутая пешка · c7 чёрная перевёрнутая пешка · d7 чёрная перевёрнутая пешка · e7 чёрная перевёрнутая пешка · f7 чёрная перевёрнутая пешка · g7 чёрная перевёрнутая пешка · h7 чёрная перевёрнутая пешка · a2 белая перевёрнутая пешка · b2 белая перевёрнутая пешка · c2 белая перевёрнутая пешка · d2 белая перевёрнутая пешка · e2 белая перевёрнутая пешка · f2 белая перевёрнутая пешка · g2 белая перевёрнутая пешка · h2 белая перевёрнутая пешка · a1 белая ладья · b1 белый конь · c1 белый слон · d1 белый ферзь · e1 белый король · f1 белый слон · g1 белый конь · h1 белая ладья | a8 чёрная ладья · b8 чёрный конь · c8 чёрный слон · d8 чёрный ферзь · e8 чёрный король · f8 чёрный слон · g8 чёрный конь · h8 чёрная ладья · a7 чёрная перевёрнутая пешка · b7 чёрная перевёрнутая пешка · c7 чёрная перевёрнутая пешка · d7 чёрная перевёрнутая пешка · e7 чёрная перевёрнутая пешка · f7 чёрная перевёрнутая пешка · g7 чёрная перевёрнутая пешка · h7 чёрная перевёрнутая пешка · a2 белая перевёрнутая пешка · b2 белая перевёрнутая пешка · c2 белая перевёрнутая пешка · d2 белая перевёрнутая пешка · e2 белая перевёрнутая пешка · f2 белая перевёрнутая пешка · g2 белая перевёрнутая пешка · h2 белая перевёрнутая пешка · a1 белая ладья · b1 белый конь · c1 белый слон · d1 белый ферзь · e1 белый король · f1 белый слон · g1 белый конь · h1 белая ладья | 7 |
| 6 | a8 чёрная ладья · b8 чёрный конь · c8 чёрный слон · d8 чёрный ферзь · e8 чёрный король · f8 чёрный слон · g8 чёрный конь · h8 чёрная ладья · a7 чёрная перевёрнутая пешка · b7 чёрная перевёрнутая пешка · c7 чёрная перевёрнутая пешка · d7 чёрная перевёрнутая пешка · e7 чёрная перевёрнутая пешка · f7 чёрная перевёрнутая пешка · g7 чёрная перевёрнутая пешка · h7 чёрная перевёрнутая пешка · a2 белая перевёрнутая пешка · b2 белая перевёрнутая пешка · c2 белая перевёрнутая пешка · d2 белая перевёрнутая пешка · e2 белая перевёрнутая пешка · f2 белая перевёрнутая пешка · g2 белая перевёрнутая пешка · h2 белая перевёрнутая пешка · a1 белая ладья · b1 белый конь · c1 белый слон · d1 белый ферзь · e1 белый король · f1 белый слон · g1 белый конь · h1 белая ладья | a8 чёрная ладья · b8 чёрный конь · c8 чёрный слон · d8 чёрный ферзь · e8 чёрный король · f8 чёрный слон · g8 чёрный конь · h8 чёрная ладья · a7 чёрная перевёрнутая пешка · b7 чёрная перевёрнутая пешка · c7 чёрная перевёрнутая пешка · d7 чёрная перевёрнутая пешка · e7 чёрная перевёрнутая пешка · f7 чёрная перевёрнутая пешка · g7 чёрная перевёрнутая пешка · h7 чёрная перевёрнутая пешка · a2 белая перевёрнутая пешка · b2 белая перевёрнутая пешка · c2 белая перевёрнутая пешка · d2 белая перевёрнутая пешка · e2 белая перевёрнутая пешка · f2 белая перевёрнутая пешка · g2 белая перевёрнутая пешка · h2 белая перевёрнутая пешка · a1 белая ладья · b1 белый конь · c1 белый слон · d1 белый ферзь · e1 белый король · f1 белый слон · g1 белый конь · h1 белая ладья | a8 чёрная ладья · b8 чёрный конь · c8 чёрный слон · d8 чёрный ферзь · e8 чёрный король · f8 чёрный слон · g8 чёрный конь · h8 чёрная ладья · a7 чёрная перевёрнутая пешка · b7 чёрная перевёрнутая пешка · c7 чёрная перевёрнутая пешка · d7 чёрная перевёрнутая пешка · e7 чёрная перевёрнутая пешка · f7 чёрная перевёрнутая пешка · g7 чёрная перевёрнутая пешка · h7 чёрная перевёрнутая пешка · a2 белая перевёрнутая пешка · b2 белая перевёрнутая пешка · c2 белая перевёрнутая пешка · d2 белая перевёрнутая пешка · e2 белая перевёрнутая пешка · f2 белая перевёрнутая пешка · g2 белая перевёрнутая пешка · h2 белая перевёрнутая пешка · a1 белая ладья · b1 белый конь · c1 белый слон · d1 белый ферзь · e1 белый король · f1 белый слон · g1 белый конь · h1 белая ладья | a8 чёрная ладья · b8 чёрный конь · c8 чёрный слон · d8 чёрный ферзь · e8 чёрный король · f8 чёрный слон · g8 чёрный конь · h8 чёрная ладья · a7 чёрная перевёрнутая пешка · b7 чёрная перевёрнутая пешка · c7 чёрная перевёрнутая пешка · d7 чёрная перевёрнутая пешка · e7 чёрная перевёрнутая пешка · f7 чёрная перевёрнутая пешка · g7 чёрная перевёрнутая пешка · h7 чёрная перевёрнутая пешка · a2 белая перевёрнутая пешка · b2 белая перевёрнутая пешка · c2 белая перевёрнутая пешка · d2 белая перевёрнутая пешка · e2 белая перевёрнутая пешка · f2 белая перевёрнутая пешка · g2 белая перевёрнутая пешка · h2 белая перевёрнутая пешка · a1 белая ладья · b1 белый конь · c1 белый слон · d1 белый ферзь · e1 белый король · f1 белый слон · g1 белый конь · h1 белая ладья | a8 чёрная ладья · b8 чёрный конь · c8 чёрный слон · d8 чёрный ферзь · e8 чёрный король · f8 чёрный слон · g8 чёрный конь · h8 чёрная ладья · a7 чёрная перевёрнутая пешка · b7 чёрная перевёрнутая пешка · c7 чёрная перевёрнутая пешка · d7 чёрная перевёрнутая пешка · e7 чёрная перевёрнутая пешка · f7 чёрная перевёрнутая пешка · g7 чёрная перевёрнутая пешка · h7 чёрная перевёрнутая пешка · a2 белая перевёрнутая пешка · b2 белая перевёрнутая пешка · c2 белая перевёрнутая пешка · d2 белая перевёрнутая пешка · e2 белая перевёрнутая пешка · f2 белая перевёрнутая пешка · g2 белая перевёрнутая пешка · h2 белая перевёрнутая пешка · a1 белая ладья · b1 белый конь · c1 белый слон · d1 белый ферзь · e1 белый король · f1 белый слон · g1 белый конь · h1 белая ладья | a8 чёрная ладья · b8 чёрный конь · c8 чёрный слон · d8 чёрный ферзь · e8 чёрный король · f8 чёрный слон · g8 чёрный конь · h8 чёрная ладья · a7 чёрная перевёрнутая пешка · b7 чёрная перевёрнутая пешка · c7 чёрная перевёрнутая пешка · d7 чёрная перевёрнутая пешка · e7 чёрная перевёрнутая пешка · f7 чёрная перевёрнутая пешка · g7 чёрная перевёрнутая пешка · h7 чёрная перевёрнутая пешка · a2 белая перевёрнутая пешка · b2 белая перевёрнутая пешка · c2 белая перевёрнутая пешка · d2 белая перевёрнутая пешка · e2 белая перевёрнутая пешка · f2 белая перевёрнутая пешка · g2 белая перевёрнутая пешка · h2 белая перевёрнутая пешка · a1 белая ладья · b1 белый конь · c1 белый слон · d1 белый ферзь · e1 белый король · f1 белый слон · g1 белый конь · h1 белая ладья | a8 чёрная ладья · b8 чёрный конь · c8 чёрный слон · d8 чёрный ферзь · e8 чёрный король · f8 чёрный слон · g8 чёрный конь · h8 чёрная ладья · a7 чёрная перевёрнутая пешка · b7 чёрная перевёрнутая пешка · c7 чёрная перевёрнутая пешка · d7 чёрная перевёрнутая пешка · e7 чёрная перевёрнутая пешка · f7 чёрная перевёрнутая пешка · g7 чёрная перевёрнутая пешка · h7 чёрная перевёрнутая пешка · a2 белая перевёрнутая пешка · b2 белая перевёрнутая пешка · c2 белая перевёрнутая пешка · d2 белая перевёрнутая пешка · e2 белая перевёрнутая пешка · f2 белая перевёрнутая пешка · g2 белая перевёрнутая пешка · h2 белая перевёрнутая пешка · a1 белая ладья · b1 белый конь · c1 белый слон · d1 белый ферзь · e1 белый король · f1 белый слон · g1 белый конь · h1 белая ладья | a8 чёрная ладья · b8 чёрный конь · c8 чёрный слон · d8 чёрный ферзь · e8 чёрный король · f8 чёрный слон · g8 чёрный конь · h8 чёрная ладья · a7 чёрная перевёрнутая пешка · b7 чёрная перевёрнутая пешка · c7 чёрная перевёрнутая пешка · d7 чёрная перевёрнутая пешка · e7 чёрная перевёрнутая пешка · f7 чёрная перевёрнутая пешка · g7 чёрная перевёрнутая пешка · h7 чёрная перевёрнутая пешка · a2 белая перевёрнутая пешка · b2 белая перевёрнутая пешка · c2 белая перевёрнутая пешка · d2 белая перевёрнутая пешка · e2 белая перевёрнутая пешка · f2 белая перевёрнутая пешка · g2 белая перевёрнутая пешка · h2 белая перевёрнутая пешка · a1 белая ладья · b1 белый конь · c1 белый слон · d1 белый ферзь · e1 белый король · f1 белый слон · g1 белый конь · h1 белая ладья | 6 |
| 5 | a8 чёрная ладья · b8 чёрный конь · c8 чёрный слон · d8 чёрный ферзь · e8 чёрный король · f8 чёрный слон · g8 чёрный конь · h8 чёрная ладья · a7 чёрная перевёрнутая пешка · b7 чёрная перевёрнутая пешка · c7 чёрная перевёрнутая пешка · d7 чёрная перевёрнутая пешка · e7 чёрная перевёрнутая пешка · f7 чёрная перевёрнутая пешка · g7 чёрная перевёрнутая пешка · h7 чёрная перевёрнутая пешка · a2 белая перевёрнутая пешка · b2 белая перевёрнутая пешка · c2 белая перевёрнутая пешка · d2 белая перевёрнутая пешка · e2 белая перевёрнутая пешка · f2 белая перевёрнутая пешка · g2 белая перевёрнутая пешка · h2 белая перевёрнутая пешка · a1 белая ладья · b1 белый конь · c1 белый слон · d1 белый ферзь · e1 белый король · f1 белый слон · g1 белый конь · h1 белая ладья | a8 чёрная ладья · b8 чёрный конь · c8 чёрный слон · d8 чёрный ферзь · e8 чёрный король · f8 чёрный слон · g8 чёрный конь · h8 чёрная ладья · a7 чёрная перевёрнутая пешка · b7 чёрная перевёрнутая пешка · c7 чёрная перевёрнутая пешка · d7 чёрная перевёрнутая пешка · e7 чёрная перевёрнутая пешка · f7 чёрная перевёрнутая пешка · g7 чёрная перевёрнутая пешка · h7 чёрная перевёрнутая пешка · a2 белая перевёрнутая пешка · b2 белая перевёрнутая пешка · c2 белая перевёрнутая пешка · d2 белая перевёрнутая пешка · e2 белая перевёрнутая пешка · f2 белая перевёрнутая пешка · g2 белая перевёрнутая пешка · h2 белая перевёрнутая пешка · a1 белая ладья · b1 белый конь · c1 белый слон · d1 белый ферзь · e1 белый король · f1 белый слон · g1 белый конь · h1 белая ладья | a8 чёрная ладья · b8 чёрный конь · c8 чёрный слон · d8 чёрный ферзь · e8 чёрный король · f8 чёрный слон · g8 чёрный конь · h8 чёрная ладья · a7 чёрная перевёрнутая пешка · b7 чёрная перевёрнутая пешка · c7 чёрная перевёрнутая пешка · d7 чёрная перевёрнутая пешка · e7 чёрная перевёрнутая пешка · f7 чёрная перевёрнутая пешка · g7 чёрная перевёрнутая пешка · h7 чёрная перевёрнутая пешка · a2 белая перевёрнутая пешка · b2 белая перевёрнутая пешка · c2 белая перевёрнутая пешка · d2 белая перевёрнутая пешка · e2 белая перевёрнутая пешка · f2 белая перевёрнутая пешка · g2 белая перевёрнутая пешка · h2 белая перевёрнутая пешка · a1 белая ладья · b1 белый конь · c1 белый слон · d1 белый ферзь · e1 белый король · f1 белый слон · g1 белый конь · h1 белая ладья | a8 чёрная ладья · b8 чёрный конь · c8 чёрный слон · d8 чёрный ферзь · e8 чёрный король · f8 чёрный слон · g8 чёрный конь · h8 чёрная ладья · a7 чёрная перевёрнутая пешка · b7 чёрная перевёрнутая пешка · c7 чёрная перевёрнутая пешка · d7 чёрная перевёрнутая пешка · e7 чёрная перевёрнутая пешка · f7 чёрная перевёрнутая пешка · g7 чёрная перевёрнутая пешка · h7 чёрная перевёрнутая пешка · a2 белая перевёрнутая пешка · b2 белая перевёрнутая пешка · c2 белая перевёрнутая пешка · d2 белая перевёрнутая пешка · e2 белая перевёрнутая пешка · f2 белая перевёрнутая пешка · g2 белая перевёрнутая пешка · h2 белая перевёрнутая пешка · a1 белая ладья · b1 белый конь · c1 белый слон · d1 белый ферзь · e1 белый король · f1 белый слон · g1 белый конь · h1 белая ладья | a8 чёрная ладья · b8 чёрный конь · c8 чёрный слон · d8 чёрный ферзь · e8 чёрный король · f8 чёрный слон · g8 чёрный конь · h8 чёрная ладья · a7 чёрная перевёрнутая пешка · b7 чёрная перевёрнутая пешка · c7 чёрная перевёрнутая пешка · d7 чёрная перевёрнутая пешка · e7 чёрная перевёрнутая пешка · f7 чёрная перевёрнутая пешка · g7 чёрная перевёрнутая пешка · h7 чёрная перевёрнутая пешка · a2 белая перевёрнутая пешка · b2 белая перевёрнутая пешка · c2 белая перевёрнутая пешка · d2 белая перевёрнутая пешка · e2 белая перевёрнутая пешка · f2 белая перевёрнутая пешка · g2 белая перевёрнутая пешка · h2 белая перевёрнутая пешка · a1 белая ладья · b1 белый конь · c1 белый слон · d1 белый ферзь · e1 белый король · f1 белый слон · g1 белый конь · h1 белая ладья | a8 чёрная ладья · b8 чёрный конь · c8 чёрный слон · d8 чёрный ферзь · e8 чёрный король · f8 чёрный слон · g8 чёрный конь · h8 чёрная ладья · a7 чёрная перевёрнутая пешка · b7 чёрная перевёрнутая пешка · c7 чёрная перевёрнутая пешка · d7 чёрная перевёрнутая пешка · e7 чёрная перевёрнутая пешка · f7 чёрная перевёрнутая пешка · g7 чёрная перевёрнутая пешка · h7 чёрная перевёрнутая пешка · a2 белая перевёрнутая пешка · b2 белая перевёрнутая пешка · c2 белая перевёрнутая пешка · d2 белая перевёрнутая пешка · e2 белая перевёрнутая пешка · f2 белая перевёрнутая пешка · g2 белая перевёрнутая пешка · h2 белая перевёрнутая пешка · a1 белая ладья · b1 белый конь · c1 белый слон · d1 белый ферзь · e1 белый король · f1 белый слон · g1 белый конь · h1 белая ладья | a8 чёрная ладья · b8 чёрный конь · c8 чёрный слон · d8 чёрный ферзь · e8 чёрный король · f8 чёрный слон · g8 чёрный конь · h8 чёрная ладья · a7 чёрная перевёрнутая пешка · b7 чёрная перевёрнутая пешка · c7 чёрная перевёрнутая пешка · d7 чёрная перевёрнутая пешка · e7 чёрная перевёрнутая пешка · f7 чёрная перевёрнутая пешка · g7 чёрная перевёрнутая пешка · h7 чёрная перевёрнутая пешка · a2 белая перевёрнутая пешка · b2 белая перевёрнутая пешка · c2 белая перевёрнутая пешка · d2 белая перевёрнутая пешка · e2 белая перевёрнутая пешка · f2 белая перевёрнутая пешка · g2 белая перевёрнутая пешка · h2 белая перевёрнутая пешка · a1 белая ладья · b1 белый конь · c1 белый слон · d1 белый ферзь · e1 белый король · f1 белый слон · g1 белый конь · h1 белая ладья | a8 чёрная ладья · b8 чёрный конь · c8 чёрный слон · d8 чёрный ферзь · e8 чёрный король · f8 чёрный слон · g8 чёрный конь · h8 чёрная ладья · a7 чёрная перевёрнутая пешка · b7 чёрная перевёрнутая пешка · c7 чёрная перевёрнутая пешка · d7 чёрная перевёрнутая пешка · e7 чёрная перевёрнутая пешка · f7 чёрная перевёрнутая пешка · g7 чёрная перевёрнутая пешка · h7 чёрная перевёрнутая пешка · a2 белая перевёрнутая пешка · b2 белая перевёрнутая пешка · c2 белая перевёрнутая пешка · d2 белая перевёрнутая пешка · e2 белая перевёрнутая пешка · f2 белая перевёрнутая пешка · g2 белая перевёрнутая пешка · h2 белая перевёрнутая пешка · a1 белая ладья · b1 белый конь · c1 белый слон · d1 белый ферзь · e1 белый король · f1 белый слон · g1 белый конь · h1 белая ладья | 5 |
| 4 | a8 чёрная ладья · b8 чёрный конь · c8 чёрный слон · d8 чёрный ферзь · e8 чёрный король · f8 чёрный слон · g8 чёрный конь · h8 чёрная ладья · a7 чёрная перевёрнутая пешка · b7 чёрная перевёрнутая пешка · c7 чёрная перевёрнутая пешка · d7 чёрная перевёрнутая пешка · e7 чёрная перевёрнутая пешка · f7 чёрная перевёрнутая пешка · g7 чёрная перевёрнутая пешка · h7 чёрная перевёрнутая пешка · a2 белая перевёрнутая пешка · b2 белая перевёрнутая пешка · c2 белая перевёрнутая пешка · d2 белая перевёрнутая пешка · e2 белая перевёрнутая пешка · f2 белая перевёрнутая пешка · g2 белая перевёрнутая пешка · h2 белая перевёрнутая пешка · a1 белая ладья · b1 белый конь · c1 белый слон · d1 белый ферзь · e1 белый король · f1 белый слон · g1 белый конь · h1 белая ладья | a8 чёрная ладья · b8 чёрный конь · c8 чёрный слон · d8 чёрный ферзь · e8 чёрный король · f8 чёрный слон · g8 чёрный конь · h8 чёрная ладья · a7 чёрная перевёрнутая пешка · b7 чёрная перевёрнутая пешка · c7 чёрная перевёрнутая пешка · d7 чёрная перевёрнутая пешка · e7 чёрная перевёрнутая пешка · f7 чёрная перевёрнутая пешка · g7 чёрная перевёрнутая пешка · h7 чёрная перевёрнутая пешка · a2 белая перевёрнутая пешка · b2 белая перевёрнутая пешка · c2 белая перевёрнутая пешка · d2 белая перевёрнутая пешка · e2 белая перевёрнутая пешка · f2 белая перевёрнутая пешка · g2 белая перевёрнутая пешка · h2 белая перевёрнутая пешка · a1 белая ладья · b1 белый конь · c1 белый слон · d1 белый ферзь · e1 белый король · f1 белый слон · g1 белый конь · h1 белая ладья | a8 чёрная ладья · b8 чёрный конь · c8 чёрный слон · d8 чёрный ферзь · e8 чёрный король · f8 чёрный слон · g8 чёрный конь · h8 чёрная ладья · a7 чёрная перевёрнутая пешка · b7 чёрная перевёрнутая пешка · c7 чёрная перевёрнутая пешка · d7 чёрная перевёрнутая пешка · e7 чёрная перевёрнутая пешка · f7 чёрная перевёрнутая пешка · g7 чёрная перевёрнутая пешка · h7 чёрная перевёрнутая пешка · a2 белая перевёрнутая пешка · b2 белая перевёрнутая пешка · c2 белая перевёрнутая пешка · d2 белая перевёрнутая пешка · e2 белая перевёрнутая пешка · f2 белая перевёрнутая пешка · g2 белая перевёрнутая пешка · h2 белая перевёрнутая пешка · a1 белая ладья · b1 белый конь · c1 белый слон · d1 белый ферзь · e1 белый король · f1 белый слон · g1 белый конь · h1 белая ладья | a8 чёрная ладья · b8 чёрный конь · c8 чёрный слон · d8 чёрный ферзь · e8 чёрный король · f8 чёрный слон · g8 чёрный конь · h8 чёрная ладья · a7 чёрная перевёрнутая пешка · b7 чёрная перевёрнутая пешка · c7 чёрная перевёрнутая пешка · d7 чёрная перевёрнутая пешка · e7 чёрная перевёрнутая пешка · f7 чёрная перевёрнутая пешка · g7 чёрная перевёрнутая пешка · h7 чёрная перевёрнутая пешка · a2 белая перевёрнутая пешка · b2 белая перевёрнутая пешка · c2 белая перевёрнутая пешка · d2 белая перевёрнутая пешка · e2 белая перевёрнутая пешка · f2 белая перевёрнутая пешка · g2 белая перевёрнутая пешка · h2 белая перевёрнутая пешка · a1 белая ладья · b1 белый конь · c1 белый слон · d1 белый ферзь · e1 белый король · f1 белый слон · g1 белый конь · h1 белая ладья | a8 чёрная ладья · b8 чёрный конь · c8 чёрный слон · d8 чёрный ферзь · e8 чёрный король · f8 чёрный слон · g8 чёрный конь · h8 чёрная ладья · a7 чёрная перевёрнутая пешка · b7 чёрная перевёрнутая пешка · c7 чёрная перевёрнутая пешка · d7 чёрная перевёрнутая пешка · e7 чёрная перевёрнутая пешка · f7 чёрная перевёрнутая пешка · g7 чёрная перевёрнутая пешка · h7 чёрная перевёрнутая пешка · a2 белая перевёрнутая пешка · b2 белая перевёрнутая пешка · c2 белая перевёрнутая пешка · d2 белая перевёрнутая пешка · e2 белая перевёрнутая пешка · f2 белая перевёрнутая пешка · g2 белая перевёрнутая пешка · h2 белая перевёрнутая пешка · a1 белая ладья · b1 белый конь · c1 белый слон · d1 белый ферзь · e1 белый король · f1 белый слон · g1 белый конь · h1 белая ладья | a8 чёрная ладья · b8 чёрный конь · c8 чёрный слон · d8 чёрный ферзь · e8 чёрный король · f8 чёрный слон · g8 чёрный конь · h8 чёрная ладья · a7 чёрная перевёрнутая пешка · b7 чёрная перевёрнутая пешка · c7 чёрная перевёрнутая пешка · d7 чёрная перевёрнутая пешка · e7 чёрная перевёрнутая пешка · f7 чёрная перевёрнутая пешка · g7 чёрная перевёрнутая пешка · h7 чёрная перевёрнутая пешка · a2 белая перевёрнутая пешка · b2 белая перевёрнутая пешка · c2 белая перевёрнутая пешка · d2 белая перевёрнутая пешка · e2 белая перевёрнутая пешка · f2 белая перевёрнутая пешка · g2 белая перевёрнутая пешка · h2 белая перевёрнутая пешка · a1 белая ладья · b1 белый конь · c1 белый слон · d1 белый ферзь · e1 белый король · f1 белый слон · g1 белый конь · h1 белая ладья | a8 чёрная ладья · b8 чёрный конь · c8 чёрный слон · d8 чёрный ферзь · e8 чёрный король · f8 чёрный слон · g8 чёрный конь · h8 чёрная ладья · a7 чёрная перевёрнутая пешка · b7 чёрная перевёрнутая пешка · c7 чёрная перевёрнутая пешка · d7 чёрная перевёрнутая пешка · e7 чёрная перевёрнутая пешка · f7 чёрная перевёрнутая пешка · g7 чёрная перевёрнутая пешка · h7 чёрная перевёрнутая пешка · a2 белая перевёрнутая пешка · b2 белая перевёрнутая пешка · c2 белая перевёрнутая пешка · d2 белая перевёрнутая пешка · e2 белая перевёрнутая пешка · f2 белая перевёрнутая пешка · g2 белая перевёрнутая пешка · h2 белая перевёрнутая пешка · a1 белая ладья · b1 белый конь · c1 белый слон · d1 белый ферзь · e1 белый король · f1 белый слон · g1 белый конь · h1 белая ладья | a8 чёрная ладья · b8 чёрный конь · c8 чёрный слон · d8 чёрный ферзь · e8 чёрный король · f8 чёрный слон · g8 чёрный конь · h8 чёрная ладья · a7 чёрная перевёрнутая пешка · b7 чёрная перевёрнутая пешка · c7 чёрная перевёрнутая пешка · d7 чёрная перевёрнутая пешка · e7 чёрная перевёрнутая пешка · f7 чёрная перевёрнутая пешка · g7 чёрная перевёрнутая пешка · h7 чёрная перевёрнутая пешка · a2 белая перевёрнутая пешка · b2 белая перевёрнутая пешка · c2 белая перевёрнутая пешка · d2 белая перевёрнутая пешка · e2 белая перевёрнутая пешка · f2 белая перевёрнутая пешка · g2 белая перевёрнутая пешка · h2 белая перевёрнутая пешка · a1 белая ладья · b1 белый конь · c1 белый слон · d1 белый ферзь · e1 белый король · f1 белый слон · g1 белый конь · h1 белая ладья | 4 |
| 3 | a8 чёрная ладья · b8 чёрный конь · c8 чёрный слон · d8 чёрный ферзь · e8 чёрный король · f8 чёрный слон · g8 чёрный конь · h8 чёрная ладья · a7 чёрная перевёрнутая пешка · b7 чёрная перевёрнутая пешка · c7 чёрная перевёрнутая пешка · d7 чёрная перевёрнутая пешка · e7 чёрная перевёрнутая пешка · f7 чёрная перевёрнутая пешка · g7 чёрная перевёрнутая пешка · h7 чёрная перевёрнутая пешка · a2 белая перевёрнутая пешка · b2 белая перевёрнутая пешка · c2 белая перевёрнутая пешка · d2 белая перевёрнутая пешка · e2 белая перевёрнутая пешка · f2 белая перевёрнутая пешка · g2 белая перевёрнутая пешка · h2 белая перевёрнутая пешка · a1 белая ладья · b1 белый конь · c1 белый слон · d1 белый ферзь · e1 белый король · f1 белый слон · g1 белый конь · h1 белая ладья | a8 чёрная ладья · b8 чёрный конь · c8 чёрный слон · d8 чёрный ферзь · e8 чёрный король · f8 чёрный слон · g8 чёрный конь · h8 чёрная ладья · a7 чёрная перевёрнутая пешка · b7 чёрная перевёрнутая пешка · c7 чёрная перевёрнутая пешка · d7 чёрная перевёрнутая пешка · e7 чёрная перевёрнутая пешка · f7 чёрная перевёрнутая пешка · g7 чёрная перевёрнутая пешка · h7 чёрная перевёрнутая пешка · a2 белая перевёрнутая пешка · b2 белая перевёрнутая пешка · c2 белая перевёрнутая пешка · d2 белая перевёрнутая пешка · e2 белая перевёрнутая пешка · f2 белая перевёрнутая пешка · g2 белая перевёрнутая пешка · h2 белая перевёрнутая пешка · a1 белая ладья · b1 белый конь · c1 белый слон · d1 белый ферзь · e1 белый король · f1 белый слон · g1 белый конь · h1 белая ладья | a8 чёрная ладья · b8 чёрный конь · c8 чёрный слон · d8 чёрный ферзь · e8 чёрный король · f8 чёрный слон · g8 чёрный конь · h8 чёрная ладья · a7 чёрная перевёрнутая пешка · b7 чёрная перевёрнутая пешка · c7 чёрная перевёрнутая пешка · d7 чёрная перевёрнутая пешка · e7 чёрная перевёрнутая пешка · f7 чёрная перевёрнутая пешка · g7 чёрная перевёрнутая пешка · h7 чёрная перевёрнутая пешка · a2 белая перевёрнутая пешка · b2 белая перевёрнутая пешка · c2 белая перевёрнутая пешка · d2 белая перевёрнутая пешка · e2 белая перевёрнутая пешка · f2 белая перевёрнутая пешка · g2 белая перевёрнутая пешка · h2 белая перевёрнутая пешка · a1 белая ладья · b1 белый конь · c1 белый слон · d1 белый ферзь · e1 белый король · f1 белый слон · g1 белый конь · h1 белая ладья | a8 чёрная ладья · b8 чёрный конь · c8 чёрный слон · d8 чёрный ферзь · e8 чёрный король · f8 чёрный слон · g8 чёрный конь · h8 чёрная ладья · a7 чёрная перевёрнутая пешка · b7 чёрная перевёрнутая пешка · c7 чёрная перевёрнутая пешка · d7 чёрная перевёрнутая пешка · e7 чёрная перевёрнутая пешка · f7 чёрная перевёрнутая пешка · g7 чёрная перевёрнутая пешка · h7 чёрная перевёрнутая пешка · a2 белая перевёрнутая пешка · b2 белая перевёрнутая пешка · c2 белая перевёрнутая пешка · d2 белая перевёрнутая пешка · e2 белая перевёрнутая пешка · f2 белая перевёрнутая пешка · g2 белая перевёрнутая пешка · h2 белая перевёрнутая пешка · a1 белая ладья · b1 белый конь · c1 белый слон · d1 белый ферзь · e1 белый король · f1 белый слон · g1 белый конь · h1 белая ладья | a8 чёрная ладья · b8 чёрный конь · c8 чёрный слон · d8 чёрный ферзь · e8 чёрный король · f8 чёрный слон · g8 чёрный конь · h8 чёрная ладья · a7 чёрная перевёрнутая пешка · b7 чёрная перевёрнутая пешка · c7 чёрная перевёрнутая пешка · d7 чёрная перевёрнутая пешка · e7 чёрная перевёрнутая пешка · f7 чёрная перевёрнутая пешка · g7 чёрная перевёрнутая пешка · h7 чёрная перевёрнутая пешка · a2 белая перевёрнутая пешка · b2 белая перевёрнутая пешка · c2 белая перевёрнутая пешка · d2 белая перевёрнутая пешка · e2 белая перевёрнутая пешка · f2 белая перевёрнутая пешка · g2 белая перевёрнутая пешка · h2 белая перевёрнутая пешка · a1 белая ладья · b1 белый конь · c1 белый слон · d1 белый ферзь · e1 белый король · f1 белый слон · g1 белый конь · h1 белая ладья | a8 чёрная ладья · b8 чёрный конь · c8 чёрный слон · d8 чёрный ферзь · e8 чёрный король · f8 чёрный слон · g8 чёрный конь · h8 чёрная ладья · a7 чёрная перевёрнутая пешка · b7 чёрная перевёрнутая пешка · c7 чёрная перевёрнутая пешка · d7 чёрная перевёрнутая пешка · e7 чёрная перевёрнутая пешка · f7 чёрная перевёрнутая пешка · g7 чёрная перевёрнутая пешка · h7 чёрная перевёрнутая пешка · a2 белая перевёрнутая пешка · b2 белая перевёрнутая пешка · c2 белая перевёрнутая пешка · d2 белая перевёрнутая пешка · e2 белая перевёрнутая пешка · f2 белая перевёрнутая пешка · g2 белая перевёрнутая пешка · h2 белая перевёрнутая пешка · a1 белая ладья · b1 белый конь · c1 белый слон · d1 белый ферзь · e1 белый король · f1 белый слон · g1 белый конь · h1 белая ладья | a8 чёрная ладья · b8 чёрный конь · c8 чёрный слон · d8 чёрный ферзь · e8 чёрный король · f8 чёрный слон · g8 чёрный конь · h8 чёрная ладья · a7 чёрная перевёрнутая пешка · b7 чёрная перевёрнутая пешка · c7 чёрная перевёрнутая пешка · d7 чёрная перевёрнутая пешка · e7 чёрная перевёрнутая пешка · f7 чёрная перевёрнутая пешка · g7 чёрная перевёрнутая пешка · h7 чёрная перевёрнутая пешка · a2 белая перевёрнутая пешка · b2 белая перевёрнутая пешка · c2 белая перевёрнутая пешка · d2 белая перевёрнутая пешка · e2 белая перевёрнутая пешка · f2 белая перевёрнутая пешка · g2 белая перевёрнутая пешка · h2 белая перевёрнутая пешка · a1 белая ладья · b1 белый конь · c1 белый слон · d1 белый ферзь · e1 белый король · f1 белый слон · g1 белый конь · h1 белая ладья | a8 чёрная ладья · b8 чёрный конь · c8 чёрный слон · d8 чёрный ферзь · e8 чёрный король · f8 чёрный слон · g8 чёрный конь · h8 чёрная ладья · a7 чёрная перевёрнутая пешка · b7 чёрная перевёрнутая пешка · c7 чёрная перевёрнутая пешка · d7 чёрная перевёрнутая пешка · e7 чёрная перевёрнутая пешка · f7 чёрная перевёрнутая пешка · g7 чёрная перевёрнутая пешка · h7 чёрная перевёрнутая пешка · a2 белая перевёрнутая пешка · b2 белая перевёрнутая пешка · c2 белая перевёрнутая пешка · d2 белая перевёрнутая пешка · e2 белая перевёрнутая пешка · f2 белая перевёрнутая пешка · g2 белая перевёрнутая пешка · h2 белая перевёрнутая пешка · a1 белая ладья · b1 белый конь · c1 белый слон · d1 белый ферзь · e1 белый король · f1 белый слон · g1 белый конь · h1 белая ладья | 3 |
| 2 | a8 чёрная ладья · b8 чёрный конь · c8 чёрный слон · d8 чёрный ферзь · e8 чёрный король · f8 чёрный слон · g8 чёрный конь · h8 чёрная ладья · a7 чёрная перевёрнутая пешка · b7 чёрная перевёрнутая пешка · c7 чёрная перевёрнутая пешка · d7 чёрная перевёрнутая пешка · e7 чёрная перевёрнутая пешка · f7 чёрная перевёрнутая пешка · g7 чёрная перевёрнутая пешка · h7 чёрная перевёрнутая пешка · a2 белая перевёрнутая пешка · b2 белая перевёрнутая пешка · c2 белая перевёрнутая пешка · d2 белая перевёрнутая пешка · e2 белая перевёрнутая пешка · f2 белая перевёрнутая пешка · g2 белая перевёрнутая пешка · h2 белая перевёрнутая пешка · a1 белая ладья · b1 белый конь · c1 белый слон · d1 белый ферзь · e1 белый король · f1 белый слон · g1 белый конь · h1 белая ладья | a8 чёрная ладья · b8 чёрный конь · c8 чёрный слон · d8 чёрный ферзь · e8 чёрный король · f8 чёрный слон · g8 чёрный конь · h8 чёрная ладья · a7 чёрная перевёрнутая пешка · b7 чёрная перевёрнутая пешка · c7 чёрная перевёрнутая пешка · d7 чёрная перевёрнутая пешка · e7 чёрная перевёрнутая пешка · f7 чёрная перевёрнутая пешка · g7 чёрная перевёрнутая пешка · h7 чёрная перевёрнутая пешка · a2 белая перевёрнутая пешка · b2 белая перевёрнутая пешка · c2 белая перевёрнутая пешка · d2 белая перевёрнутая пешка · e2 белая перевёрнутая пешка · f2 белая перевёрнутая пешка · g2 белая перевёрнутая пешка · h2 белая перевёрнутая пешка · a1 белая ладья · b1 белый конь · c1 белый слон · d1 белый ферзь · e1 белый король · f1 белый слон · g1 белый конь · h1 белая ладья | a8 чёрная ладья · b8 чёрный конь · c8 чёрный слон · d8 чёрный ферзь · e8 чёрный король · f8 чёрный слон · g8 чёрный конь · h8 чёрная ладья · a7 чёрная перевёрнутая пешка · b7 чёрная перевёрнутая пешка · c7 чёрная перевёрнутая пешка · d7 чёрная перевёрнутая пешка · e7 чёрная перевёрнутая пешка · f7 чёрная перевёрнутая пешка · g7 чёрная перевёрнутая пешка · h7 чёрная перевёрнутая пешка · a2 белая перевёрнутая пешка · b2 белая перевёрнутая пешка · c2 белая перевёрнутая пешка · d2 белая перевёрнутая пешка · e2 белая перевёрнутая пешка · f2 белая перевёрнутая пешка · g2 белая перевёрнутая пешка · h2 белая перевёрнутая пешка · a1 белая ладья · b1 белый конь · c1 белый слон · d1 белый ферзь · e1 белый король · f1 белый слон · g1 белый конь · h1 белая ладья | a8 чёрная ладья · b8 чёрный конь · c8 чёрный слон · d8 чёрный ферзь · e8 чёрный король · f8 чёрный слон · g8 чёрный конь · h8 чёрная ладья · a7 чёрная перевёрнутая пешка · b7 чёрная перевёрнутая пешка · c7 чёрная перевёрнутая пешка · d7 чёрная перевёрнутая пешка · e7 чёрная перевёрнутая пешка · f7 чёрная перевёрнутая пешка · g7 чёрная перевёрнутая пешка · h7 чёрная перевёрнутая пешка · a2 белая перевёрнутая пешка · b2 белая перевёрнутая пешка · c2 белая перевёрнутая пешка · d2 белая перевёрнутая пешка · e2 белая перевёрнутая пешка · f2 белая перевёрнутая пешка · g2 белая перевёрнутая пешка · h2 белая перевёрнутая пешка · a1 белая ладья · b1 белый конь · c1 белый слон · d1 белый ферзь · e1 белый король · f1 белый слон · g1 белый конь · h1 белая ладья | a8 чёрная ладья · b8 чёрный конь · c8 чёрный слон · d8 чёрный ферзь · e8 чёрный король · f8 чёрный слон · g8 чёрный конь · h8 чёрная ладья · a7 чёрная перевёрнутая пешка · b7 чёрная перевёрнутая пешка · c7 чёрная перевёрнутая пешка · d7 чёрная перевёрнутая пешка · e7 чёрная перевёрнутая пешка · f7 чёрная перевёрнутая пешка · g7 чёрная перевёрнутая пешка · h7 чёрная перевёрнутая пешка · a2 белая перевёрнутая пешка · b2 белая перевёрнутая пешка · c2 белая перевёрнутая пешка · d2 белая перевёрнутая пешка · e2 белая перевёрнутая пешка · f2 белая перевёрнутая пешка · g2 белая перевёрнутая пешка · h2 белая перевёрнутая пешка · a1 белая ладья · b1 белый конь · c1 белый слон · d1 белый ферзь · e1 белый король · f1 белый слон · g1 белый конь · h1 белая ладья | a8 чёрная ладья · b8 чёрный конь · c8 чёрный слон · d8 чёрный ферзь · e8 чёрный король · f8 чёрный слон · g8 чёрный конь · h8 чёрная ладья · a7 чёрная перевёрнутая пешка · b7 чёрная перевёрнутая пешка · c7 чёрная перевёрнутая пешка · d7 чёрная перевёрнутая пешка · e7 чёрная перевёрнутая пешка · f7 чёрная перевёрнутая пешка · g7 чёрная перевёрнутая пешка · h7 чёрная перевёрнутая пешка · a2 белая перевёрнутая пешка · b2 белая перевёрнутая пешка · c2 белая перевёрнутая пешка · d2 белая перевёрнутая пешка · e2 белая перевёрнутая пешка · f2 белая перевёрнутая пешка · g2 белая перевёрнутая пешка · h2 белая перевёрнутая пешка · a1 белая ладья · b1 белый конь · c1 белый слон · d1 белый ферзь · e1 белый король · f1 белый слон · g1 белый конь · h1 белая ладья | a8 чёрная ладья · b8 чёрный конь · c8 чёрный слон · d8 чёрный ферзь · e8 чёрный король · f8 чёрный слон · g8 чёрный конь · h8 чёрная ладья · a7 чёрная перевёрнутая пешка · b7 чёрная перевёрнутая пешка · c7 чёрная перевёрнутая пешка · d7 чёрная перевёрнутая пешка · e7 чёрная перевёрнутая пешка · f7 чёрная перевёрнутая пешка · g7 чёрная перевёрнутая пешка · h7 чёрная перевёрнутая пешка · a2 белая перевёрнутая пешка · b2 белая перевёрнутая пешка · c2 белая перевёрнутая пешка · d2 белая перевёрнутая пешка · e2 белая перевёрнутая пешка · f2 белая перевёрнутая пешка · g2 белая перевёрнутая пешка · h2 белая перевёрнутая пешка · a1 белая ладья · b1 белый конь · c1 белый слон · d1 белый ферзь · e1 белый король · f1 белый слон · g1 белый конь · h1 белая ладья | a8 чёрная ладья · b8 чёрный конь · c8 чёрный слон · d8 чёрный ферзь · e8 чёрный король · f8 чёрный слон · g8 чёрный конь · h8 чёрная ладья · a7 чёрная перевёрнутая пешка · b7 чёрная перевёрнутая пешка · c7 чёрная перевёрнутая пешка · d7 чёрная перевёрнутая пешка · e7 чёрная перевёрнутая пешка · f7 чёрная перевёрнутая пешка · g7 чёрная перевёрнутая пешка · h7 чёрная перевёрнутая пешка · a2 белая перевёрнутая пешка · b2 белая перевёрнутая пешка · c2 белая перевёрнутая пешка · d2 белая перевёрнутая пешка · e2 белая перевёрнутая пешка · f2 белая перевёрнутая пешка · g2 белая перевёрнутая пешка · h2 белая перевёрнутая пешка · a1 белая ладья · b1 белый конь · c1 белый слон · d1 белый ферзь · e1 белый король · f1 белый слон · g1 белый конь · h1 белая ладья | 2 |
| 1 | a8 чёрная ладья · b8 чёрный конь · c8 чёрный слон · d8 чёрный ферзь · e8 чёрный король · f8 чёрный слон · g8 чёрный конь · h8 чёрная ладья · a7 чёрная перевёрнутая пешка · b7 чёрная перевёрнутая пешка · c7 чёрная перевёрнутая пешка · d7 чёрная перевёрнутая пешка · e7 чёрная перевёрнутая пешка · f7 чёрная перевёрнутая пешка · g7 чёрная перевёрнутая пешка · h7 чёрная перевёрнутая пешка · a2 белая перевёрнутая пешка · b2 белая перевёрнутая пешка · c2 белая перевёрнутая пешка · d2 белая перевёрнутая пешка · e2 белая перевёрнутая пешка · f2 белая перевёрнутая пешка · g2 белая перевёрнутая пешка · h2 белая перевёрнутая пешка · a1 белая ладья · b1 белый конь · c1 белый слон · d1 белый ферзь · e1 белый король · f1 белый слон · g1 белый конь · h1 белая ладья | a8 чёрная ладья · b8 чёрный конь · c8 чёрный слон · d8 чёрный ферзь · e8 чёрный король · f8 чёрный слон · g8 чёрный конь · h8 чёрная ладья · a7 чёрная перевёрнутая пешка · b7 чёрная перевёрнутая пешка · c7 чёрная перевёрнутая пешка · d7 чёрная перевёрнутая пешка · e7 чёрная перевёрнутая пешка · f7 чёрная перевёрнутая пешка · g7 чёрная перевёрнутая пешка · h7 чёрная перевёрнутая пешка · a2 белая перевёрнутая пешка · b2 белая перевёрнутая пешка · c2 белая перевёрнутая пешка · d2 белая перевёрнутая пешка · e2 белая перевёрнутая пешка · f2 белая перевёрнутая пешка · g2 белая перевёрнутая пешка · h2 белая перевёрнутая пешка · a1 белая ладья · b1 белый конь · c1 белый слон · d1 белый ферзь · e1 белый король · f1 белый слон · g1 белый конь · h1 белая ладья | a8 чёрная ладья · b8 чёрный конь · c8 чёрный слон · d8 чёрный ферзь · e8 чёрный король · f8 чёрный слон · g8 чёрный конь · h8 чёрная ладья · a7 чёрная перевёрнутая пешка · b7 чёрная перевёрнутая пешка · c7 чёрная перевёрнутая пешка · d7 чёрная перевёрнутая пешка · e7 чёрная перевёрнутая пешка · f7 чёрная перевёрнутая пешка · g7 чёрная перевёрнутая пешка · h7 чёрная перевёрнутая пешка · a2 белая перевёрнутая пешка · b2 белая перевёрнутая пешка · c2 белая перевёрнутая пешка · d2 белая перевёрнутая пешка · e2 белая перевёрнутая пешка · f2 белая перевёрнутая пешка · g2 белая перевёрнутая пешка · h2 белая перевёрнутая пешка · a1 белая ладья · b1 белый конь · c1 белый слон · d1 белый ферзь · e1 белый король · f1 белый слон · g1 белый конь · h1 белая ладья | a8 чёрная ладья · b8 чёрный конь · c8 чёрный слон · d8 чёрный ферзь · e8 чёрный король · f8 чёрный слон · g8 чёрный конь · h8 чёрная ладья · a7 чёрная перевёрнутая пешка · b7 чёрная перевёрнутая пешка · c7 чёрная перевёрнутая пешка · d7 чёрная перевёрнутая пешка · e7 чёрная перевёрнутая пешка · f7 чёрная перевёрнутая пешка · g7 чёрная перевёрнутая пешка · h7 чёрная перевёрнутая пешка · a2 белая перевёрнутая пешка · b2 белая перевёрнутая пешка · c2 белая перевёрнутая пешка · d2 белая перевёрнутая пешка · e2 белая перевёрнутая пешка · f2 белая перевёрнутая пешка · g2 белая перевёрнутая пешка · h2 белая перевёрнутая пешка · a1 белая ладья · b1 белый конь · c1 белый слон · d1 белый ферзь · e1 белый король · f1 белый слон · g1 белый конь · h1 белая ладья | a8 чёрная ладья · b8 чёрный конь · c8 чёрный слон · d8 чёрный ферзь · e8 чёрный король · f8 чёрный слон · g8 чёрный конь · h8 чёрная ладья · a7 чёрная перевёрнутая пешка · b7 чёрная перевёрнутая пешка · c7 чёрная перевёрнутая пешка · d7 чёрная перевёрнутая пешка · e7 чёрная перевёрнутая пешка · f7 чёрная перевёрнутая пешка · g7 чёрная перевёрнутая пешка · h7 чёрная перевёрнутая пешка · a2 белая перевёрнутая пешка · b2 белая перевёрнутая пешка · c2 белая перевёрнутая пешка · d2 белая перевёрнутая пешка · e2 белая перевёрнутая пешка · f2 белая перевёрнутая пешка · g2 белая перевёрнутая пешка · h2 белая перевёрнутая пешка · a1 белая ладья · b1 белый конь · c1 белый слон · d1 белый ферзь · e1 белый король · f1 белый слон · g1 белый конь · h1 белая ладья | a8 чёрная ладья · b8 чёрный конь · c8 чёрный слон · d8 чёрный ферзь · e8 чёрный король · f8 чёрный слон · g8 чёрный конь · h8 чёрная ладья · a7 чёрная перевёрнутая пешка · b7 чёрная перевёрнутая пешка · c7 чёрная перевёрнутая пешка · d7 чёрная перевёрнутая пешка · e7 чёрная перевёрнутая пешка · f7 чёрная перевёрнутая пешка · g7 чёрная перевёрнутая пешка · h7 чёрная перевёрнутая пешка · a2 белая перевёрнутая пешка · b2 белая перевёрнутая пешка · c2 белая перевёрнутая пешка · d2 белая перевёрнутая пешка · e2 белая перевёрнутая пешка · f2 белая перевёрнутая пешка · g2 белая перевёрнутая пешка · h2 белая перевёрнутая пешка · a1 белая ладья · b1 белый конь · c1 белый слон · d1 белый ферзь · e1 белый король · f1 белый слон · g1 белый конь · h1 белая ладья | a8 чёрная ладья · b8 чёрный конь · c8 чёрный слон · d8 чёрный ферзь · e8 чёрный король · f8 чёрный слон · g8 чёрный конь · h8 чёрная ладья · a7 чёрная перевёрнутая пешка · b7 чёрная перевёрнутая пешка · c7 чёрная перевёрнутая пешка · d7 чёрная перевёрнутая пешка · e7 чёрная перевёрнутая пешка · f7 чёрная перевёрнутая пешка · g7 чёрная перевёрнутая пешка · h7 чёрная перевёрнутая пешка · a2 белая перевёрнутая пешка · b2 белая перевёрнутая пешка · c2 белая перевёрнутая пешка · d2 белая перевёрнутая пешка · e2 белая перевёрнутая пешка · f2 белая перевёрнутая пешка · g2 белая перевёрнутая пешка · h2 белая перевёрнутая пешка · a1 белая ладья · b1 белый конь · c1 белый слон · d1 белый ферзь · e1 белый король · f1 белый слон · g1 белый конь · h1 белая ладья | a8 чёрная ладья · b8 чёрный конь · c8 чёрный слон · d8 чёрный ферзь · e8 чёрный король · f8 чёрный слон · g8 чёрный конь · h8 чёрная ладья · a7 чёрная перевёрнутая пешка · b7 чёрная перевёрнутая пешка · c7 чёрная перевёрнутая пешка · d7 чёрная перевёрнутая пешка · e7 чёрная перевёрнутая пешка · f7 чёрная перевёрнутая пешка · g7 чёрная перевёрнутая пешка · h7 чёрная перевёрнутая пешка · a2 белая перевёрнутая пешка · b2 белая перевёрнутая пешка · c2 белая перевёрнутая пешка · d2 белая перевёрнутая пешка · e2 белая перевёрнутая пешка · f2 белая перевёрнутая пешка · g2 белая перевёрнутая пешка · h2 белая перевёрнутая пешка · a1 белая ладья · b1 белый конь · c1 белый слон · d1 белый ферзь · e1 белый король · f1 белый слон · g1 белый конь · h1 белая ладья | 1 |
|   | a | b | c | d | e | f | g | h |   |

Шахматы Беролины, также называемые берлинскими шахматами, представляют собой вариант шахмат, использующий пешку Беролины. Шахматы Беролина следуют тем же правилам, что и стандартные шахматы, за исключением того, что все пешки заменены пешками Беролины. Был проведен ряд турниров, в том числе заочное мероприятие в 1957 году.